# Schulenburg (dinastia)
La dinastia dei Schulenburg (von der Schulenburg) era inizialmente una stirpe della brandeburghese e in seguito brandeburghese-prussiana. La stirpe appare per la prima volta nell'Altmark nel 1237 con il cavaliere Wernerus de Sculenburch. Nel XIII secolo, la sede ancestrale della famiglia nobile, che in seguito si ramificò ampiamente, era il piccolo castello di Schulenburg sul Jeetze vicino a Salzwedel.
Questa dinastia fornì diversi feldmarescialli, generali e numerosi alti ufficiali dell'esercito prussiano. Altri rappresentanti ebbero alte cariche come ministro di stato e vescovo. Due membri della famiglia, Fritz-Dietlof e Friedrich-Werner Graf von der Schulenburg, appartenevano alla cerchia dei cospiratori dell'attentato del 20 luglio 1944 contro Adolf Hitler, e furono per questo giustiziati.

## Origini
La stirpe dei Schulenburg emerse nel XIII secolo. È possibile che discenda dall'antica e nobile stirpe dell'Holstein degli Scharpenberg, che aveva sede nell'Elbmarschen e che scomparve nel XIII secolo. I membri della dinastia sono citati nei documenti dell'epoca come cavalieri e Burgmann. Apparvero in quella che oggi è la Bassa Sassonia orientale e nell'Altmark, la parte nord-occidentale dell'attuale Sassonia-Anhalt. In un documento episcopale del 1237, il cavaliere Wernerus de Sculenburch dell'Altmark è il primo membro della stirpe conosciuto. In altri documenti del 1264 e del 1271, sono menzionati il cavaliere Thidericus de Sculenborch e Wernerus de Sculenburg. Dalla fine del XIII secolo, i membri della famiglia servirono come Burgmannen al castello di Salzwedel.

## Stemma
Lo stemma della dinastia raffigura tre zampe d'aquila rossa con artigli affilati. Nel Medioevo, c'erano solo tre stirpi il cui stemma mostrava tre zampe d'aquila, tra cui gli Schulenburg. Appare per la prima volta come stemma dinastico in un documento del 1324 riguardante il cavaliere Bernardo I di Schulenburg, signore della weißen Stamms. L'adozione dell'aquila come emblema era comune nelle stirpi del Brandeburgo, i quali probabilmente imitarono lo stemma dell'aquila rossa della marca del Brandeburgo.

## Eponimo castello ancestrale
La dinastia prende il nome del castello ancestrale di Schulenburg sul Jeetze vicino a Stappenbeck nell'Altmark, pochi chilometri a sud-est di Salzwedel. Il nome Schulenburg deriva dalla sua posizione geografica e dalla parola schulen, sich verstecken (skulk - appostarsi in segreto). La frase te der sculenden borch significava al castello nascosto (bei der versteckten Burg) e questo divenne Schulenburg.

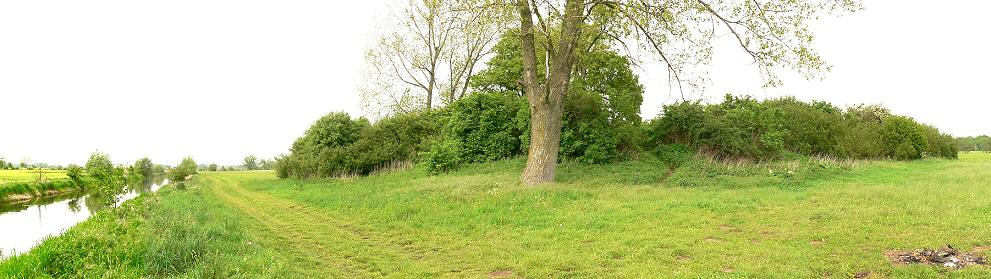
Resti della motta del castello di Schulenburg nell'Altmark

Il piccolo sito del castello, che misurava 20×25 metri, era nascosto nelle paludi di Jeetze ed era per lo più una motta castrale. Oggi se ne può vedere solo un cumulo di terra, e risulta abbandonata già nel XIV secolo. Le ricerche del XIX secolo hanno rivelato i resti della torre del castello, dell'edificio residenziale e della cantina. Il direttore statale Wilhelm von der Schulenburg (per molti anni presidente dell'Altmärkischer Verein für Vaterländische Geschichte und Industrie) vi trovò delle armi e delle attrezzature medievali e restaurò il sito del castello.
Nel 2016, l'Università di Göttingen ha condotto indagini archeologiche nel sito del castello. Sono stati scoperti e parzialmente scoperti i resti della torre ottagonale del castello con un diametro di 12 metri e il palazzo.

## Nuova residenza dinastica
Dopo che la piccola motta castrale di Schulenburg vicino a Stappenbeck, situato nella palude, era in gran parte crollato, il castello già esistente di Beetzendorf, circa 12 km a sud-ovest, divenne la sede dei Schulenburg nel 1345. Da allora in poi, fu considerata una dinastia detenente un castello, appartenente alle stirpi nobili più importanti della marca di Brandeburgo. Nell'Altmark questa classe era composta dagli Alvensleben, dai Bartensleben, dai Bismarck, dai Jagow, dai Knesebeck, dai Platen e dagli Schenck di Flechtingen (ed i Schenck di Dönstedt). Queste otto dinastie erano direttamente subordinate al Landeshauptmann e ricevevano la particella nobiliare dall'imperatore e i margravi come appartenenti all'esercito.

Per secoli, il castello di Beetzendorf fu il centro della stirpe. Gli Schulenburg ottennero ulteriore potere nel 1351 grazie alla concessione in feudo del castello e della città di Apenburg nell'Altmark, ad est di Beetzendorf. I possedimenti di Beetzendorf e Apenburg furono i possedimenti ancestrali della stirpe che costituirono il nucleo del loro potere fino al XIX secolo. Il castello di Beetzendorf fu fortificato con fossati circostanti fino al 1600 circa. In seguito, i membri della dinastia si stabilirono nel villaggio di Beetzendorf e nei dintorni, così che le fortificazioni divennero inutili. Nella guerra dei trent'anni il sito non era più difendibile. L'ultimo cannone fu venduto nel 1642 e gli ultimi edifici del castello furono demoliti nel 1780. Oggi ne rimangono ancora alcuni ruderi. Dal 1648 il castello di Apenburg cadde in rovina. L'Apenburger Hof divenne la sede del maniero Beetzendorf.

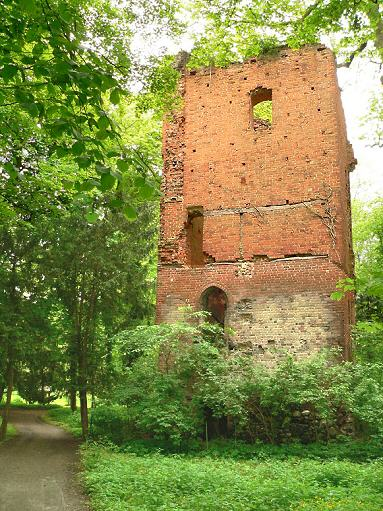
Ruderi del castello di Beetzendorf
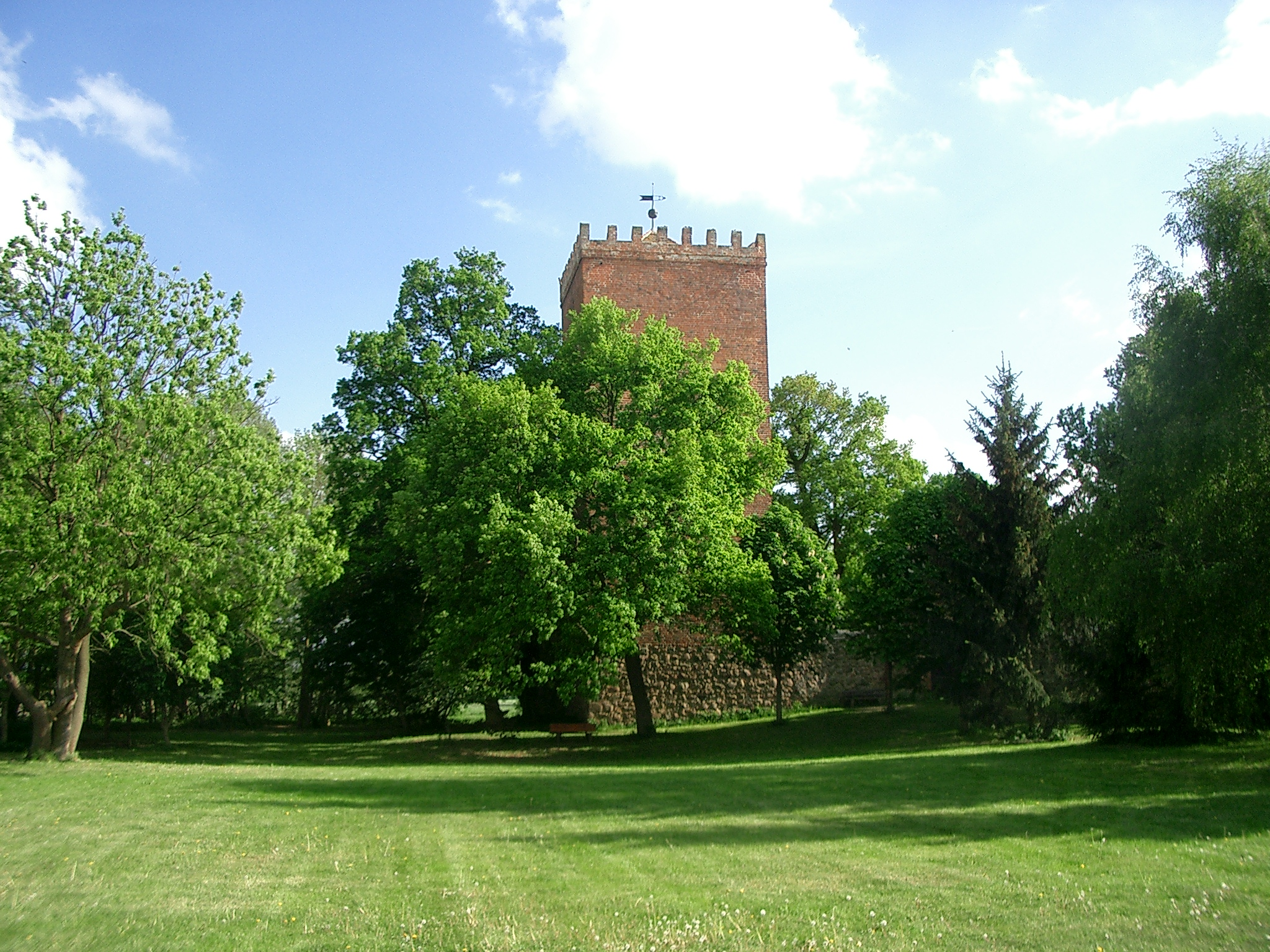
Castello di Apenburg
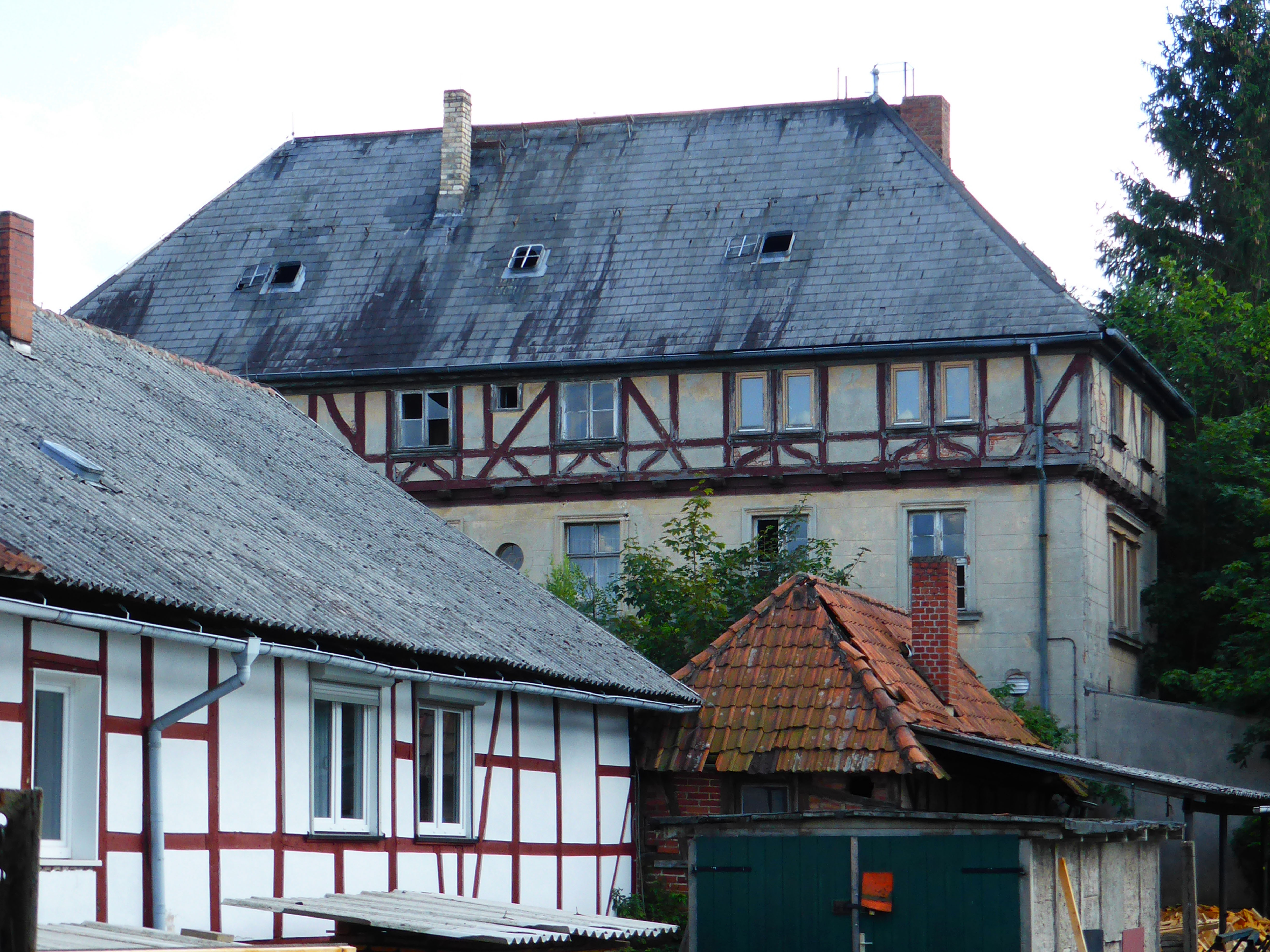
Apenburger Hof a Beetzendorf

## Linee collaterali
Nel XIV secolo, la famiglia dell'Altmark si divise in due linee. Teodorico II (1304-1340) fondò la Linea Nera, suo fratello minore Bernardo I († dopo il 1340) la Linea Bianca. Entrambe le linee si divisero ulteriormente nel corso dei secoli. Ad oggi, il lignaggio è alla 22ª generazione. La Linea Bianca domina numericamente oggi. Di tutti i rami, quello di Wolfsburg, che risale ad Adolph Friedrich, è quello che si è diffuso di più.
La continuità dell'esistenza della famiglia non era sempre assicurata a causa dell'alta mortalità infantile, delle epidemie, delle guerre e dell'entrata dei suoi membri nel clero. Nel 1499 c'erano solo 42 rappresentanti maschi, nel 1610 c'erano invece 70 persone. Il declino a 58 eredi maschi nel 1700 può essere spiegato dalle perdite causate dalla guerra dei trent'anni. Mentre c'erano 70 maschi nel 1800, ce n'erano solo 100 nel 1900, nonostante l'aumento generale della popolazione. Nel 1983, il numero di membri maschili della famiglia era di 91 persone. Nel XX secolo, l'estinzione dei singoli rami della famiglia è aumentata. Nonostante la perdita di 15 membri nella seconda guerra mondiale, la causa del declino fu piuttosto i pochi matrimoni e la mancanza di figli.

### Luoghi
- Linea Nera:
  - Barchnau (proprietà nel circondario prussiano di Stargard)
  - Apenburger Hof a Beetzendorf
  - Maniero di Lieberose (Bassa Lusazia) 1519–1946
  - Radach (proprietà nel circondario di Weststernberg)
- Linea Bianca:
  - Altenhausen con Emden (circondario di Börde)
  - Angern (nel circondario di Börde)
  - Großer Hof a Beetzendorf
  - Bisdorf
  - Bodendorf (maniero e castello nel circondario di Börde)
  - Castello di Brome
  - Burgscheidungen (maniero e palazzo con il maniero di Kirchscheidungen)
  - Dehlitz (Saale)
  - Fahrenhorst
  - Castello di Falkenberg, Alto Palatinato
  - Farsleben (maniero)
  - Filehne (maniero e castello nella provincia di Poznan)
  - Wasserschloss Hehlen (maniero e castello)
  - Maniero di Hovedissen a Leopoldshöhe
  - Kehnert
  - Abbazia di Rode
  - Lodersleben (maniero vicino a Querfurt)
  - Castello di Neumühle (nuova Wolfsburg)
  - Maniero di Nordsteimke
  - Osten-Altendorf vicino a Cuxhaven
  - Osterwolle
  - Philippsburg (Leer), Frisia orientale
  - Castello di Schochwitz vicino a Halle (XVI-XVIII secolo)
  - Trampe e Altendorf (villa e maniero nel circondario di Oberbarnim)
  - Castello di Tressow con Bobitz, Groß Krankow, Petersdorf e Köchelstorf (Meclemburgo)
  - Schönbrunn (Denkendorf), Alta Baviera
  - Castello di Vitzenburg (vicino a Querfurt)
  - Castello di Wolfsburg

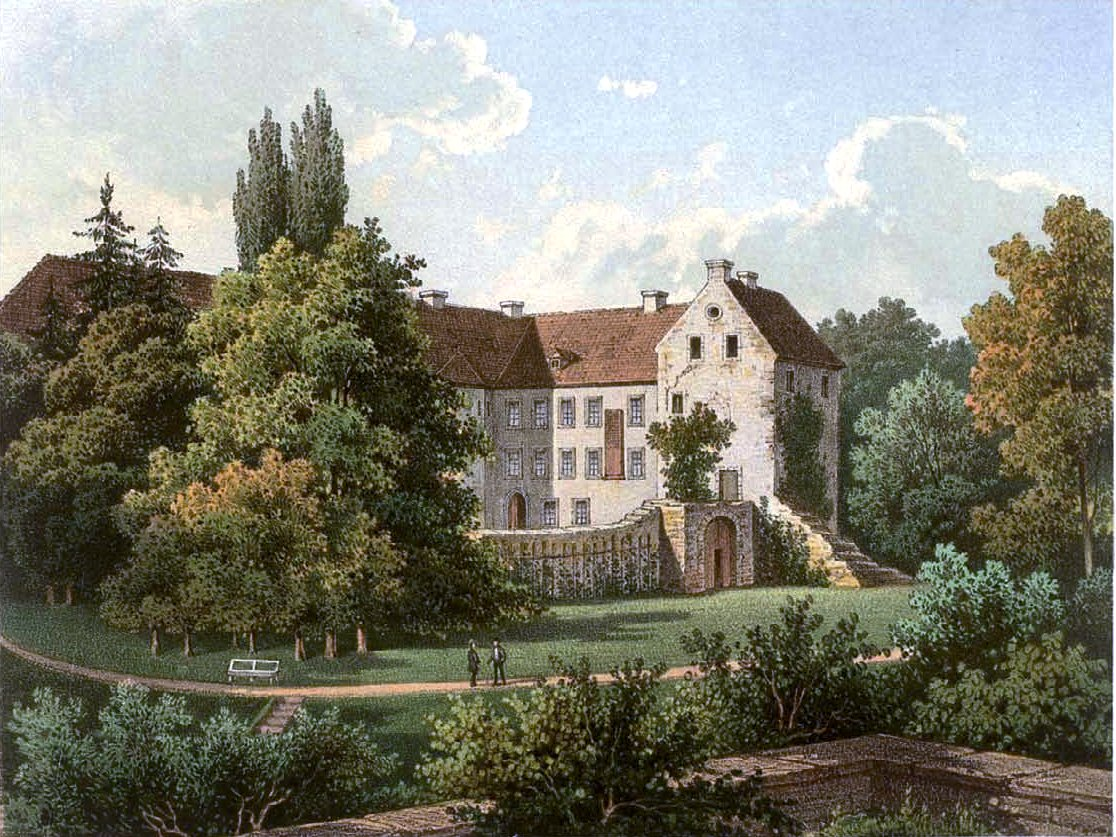
Castello di Altenhausen, Sassonia-Anhalt
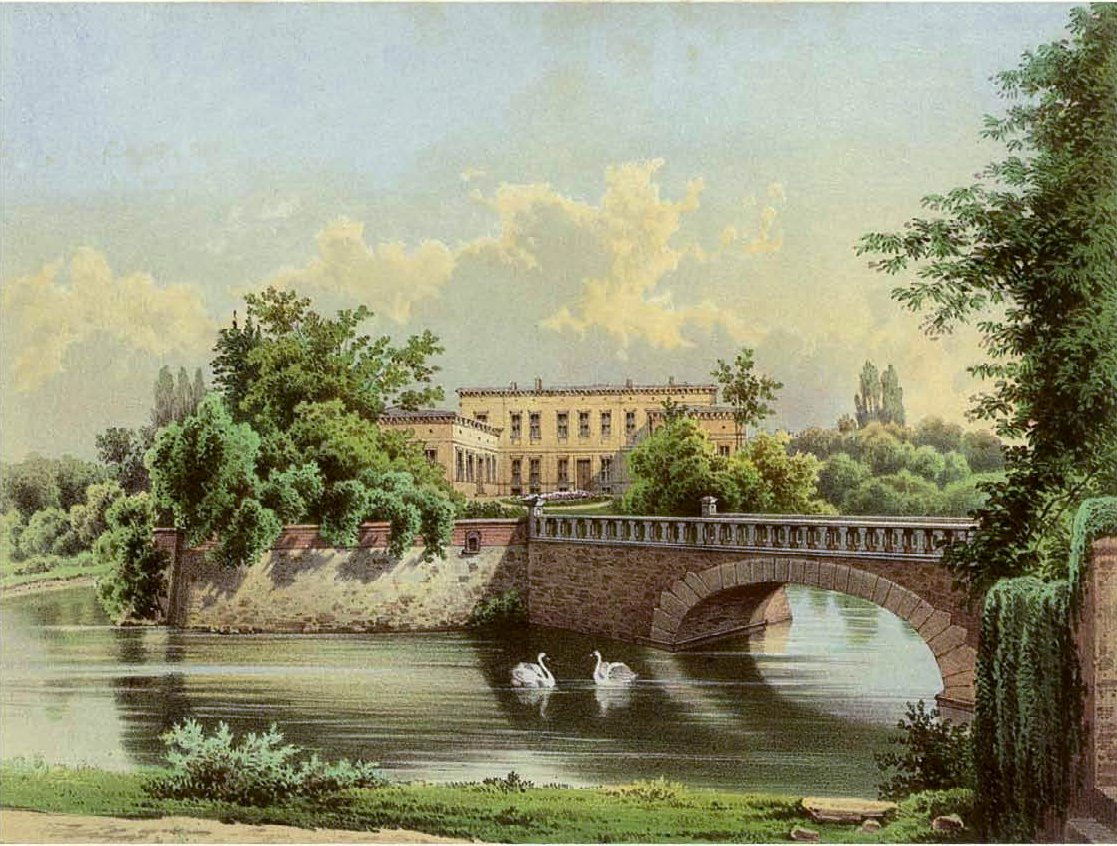
Castello di Angern, Sassonia-Anhalt
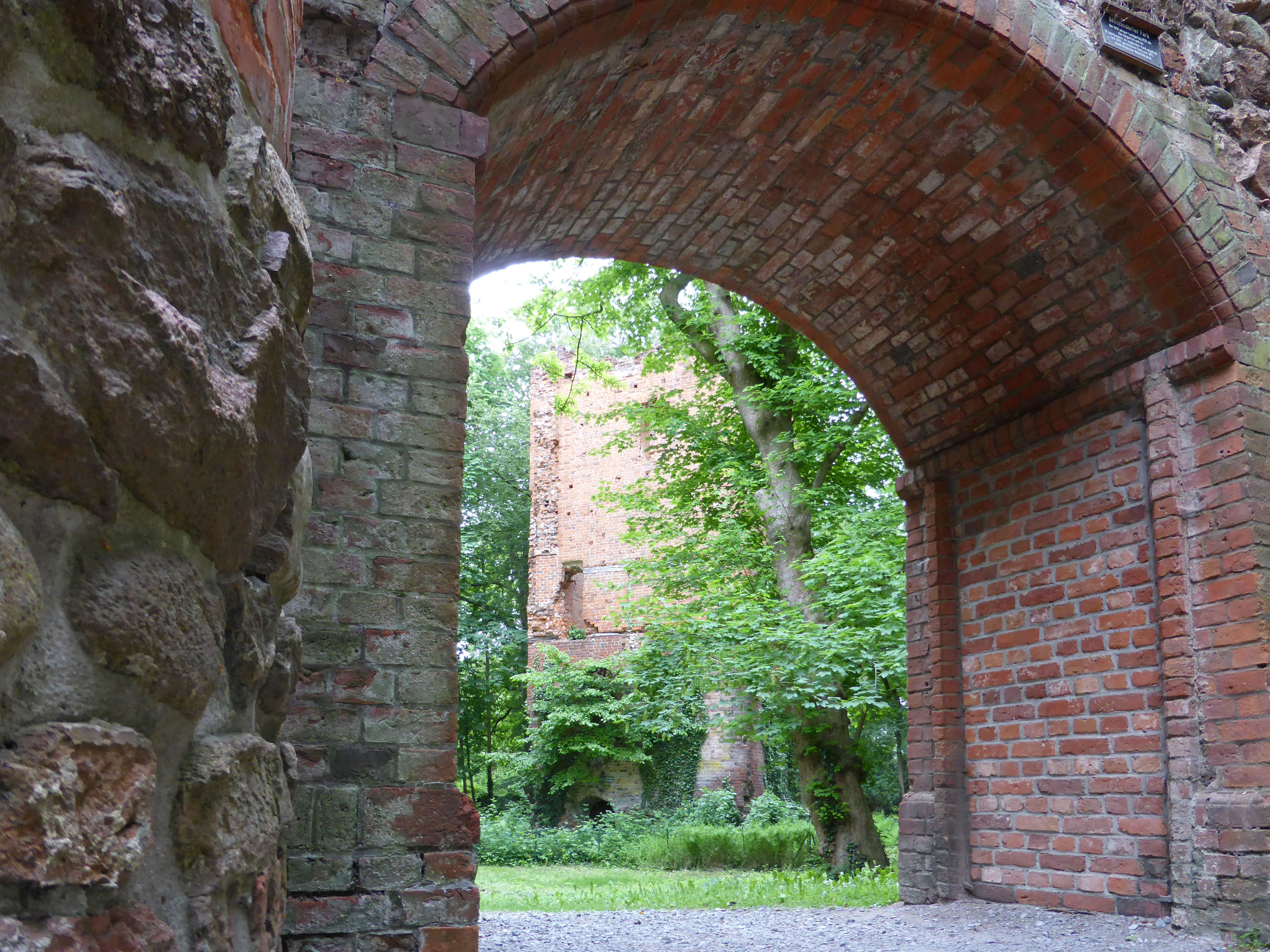
Castello di Beetzendorf, Sassonia-Anhalt
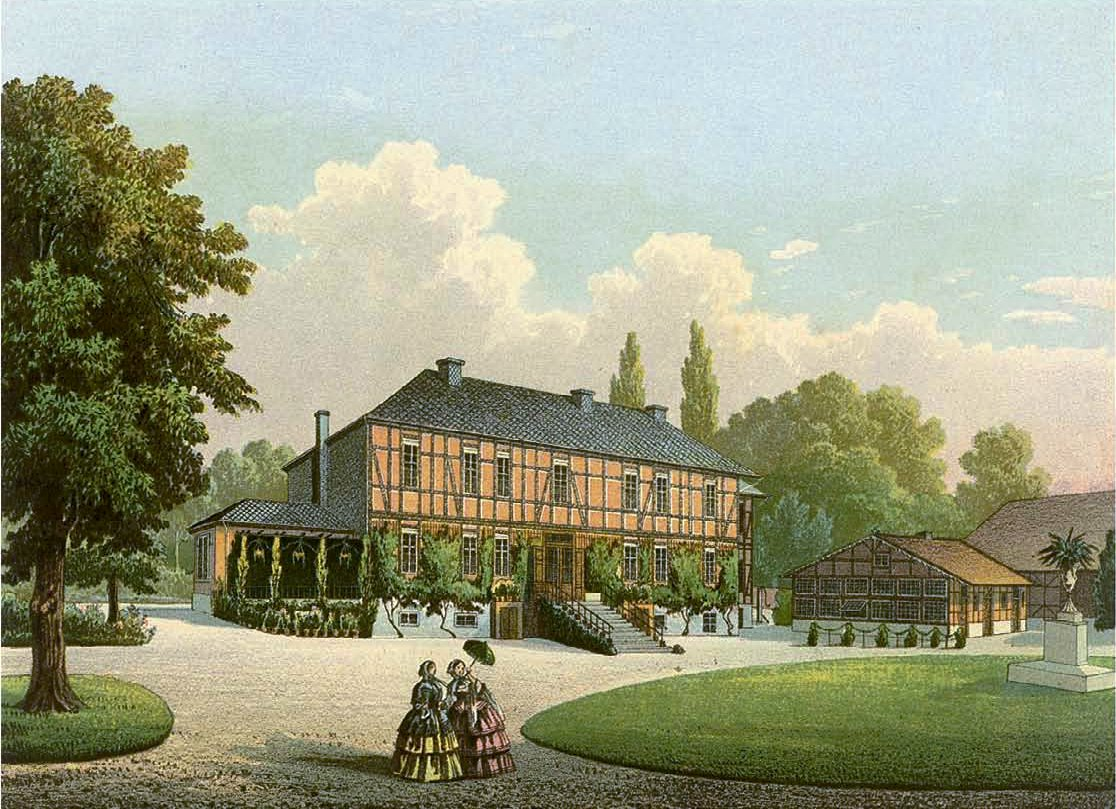
Apenburger Hof a Beetzendorf, Sassonia-Anhalt
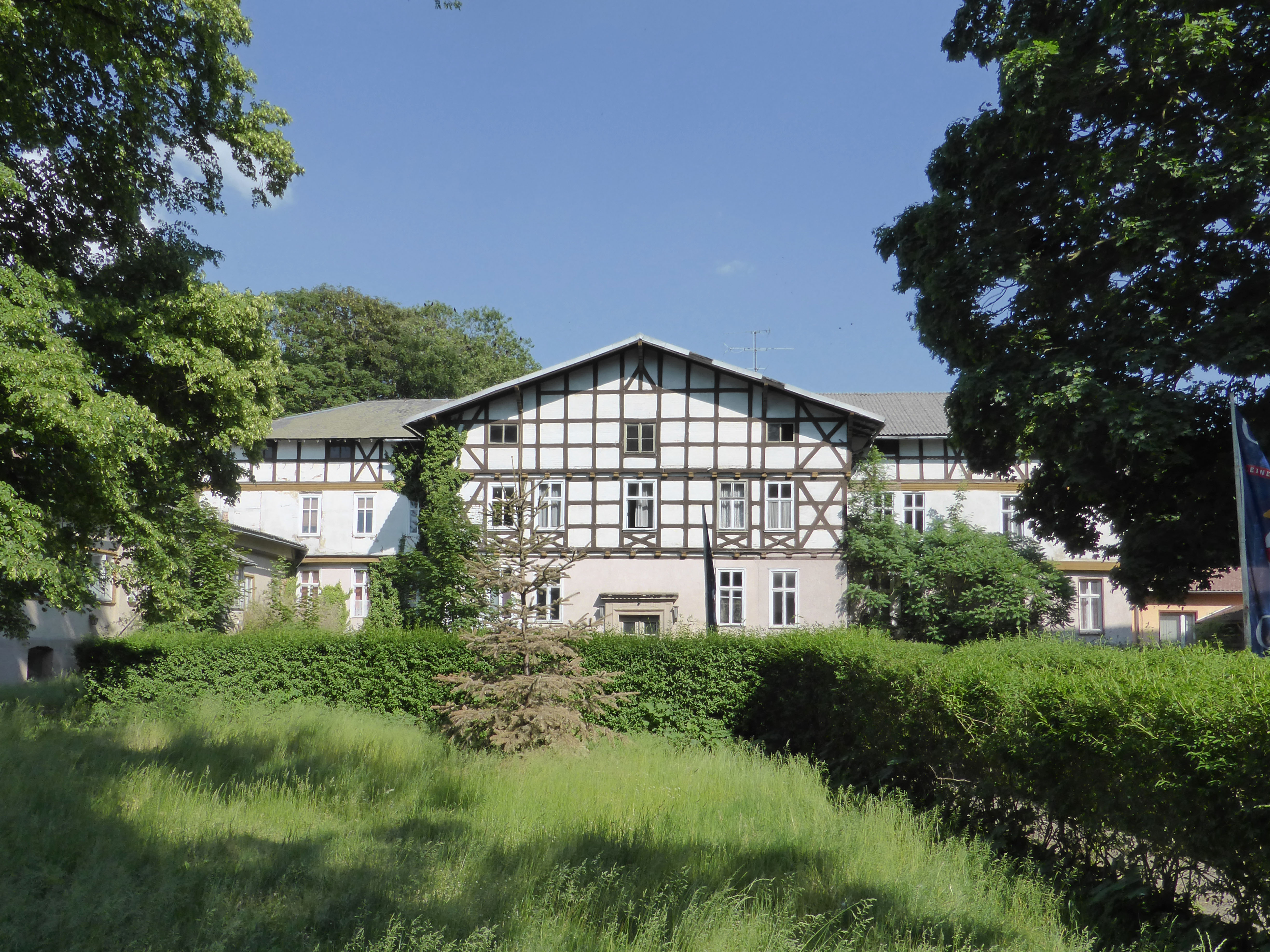
Großer Hof a Beetzendorf, Sassonia-Anhalt
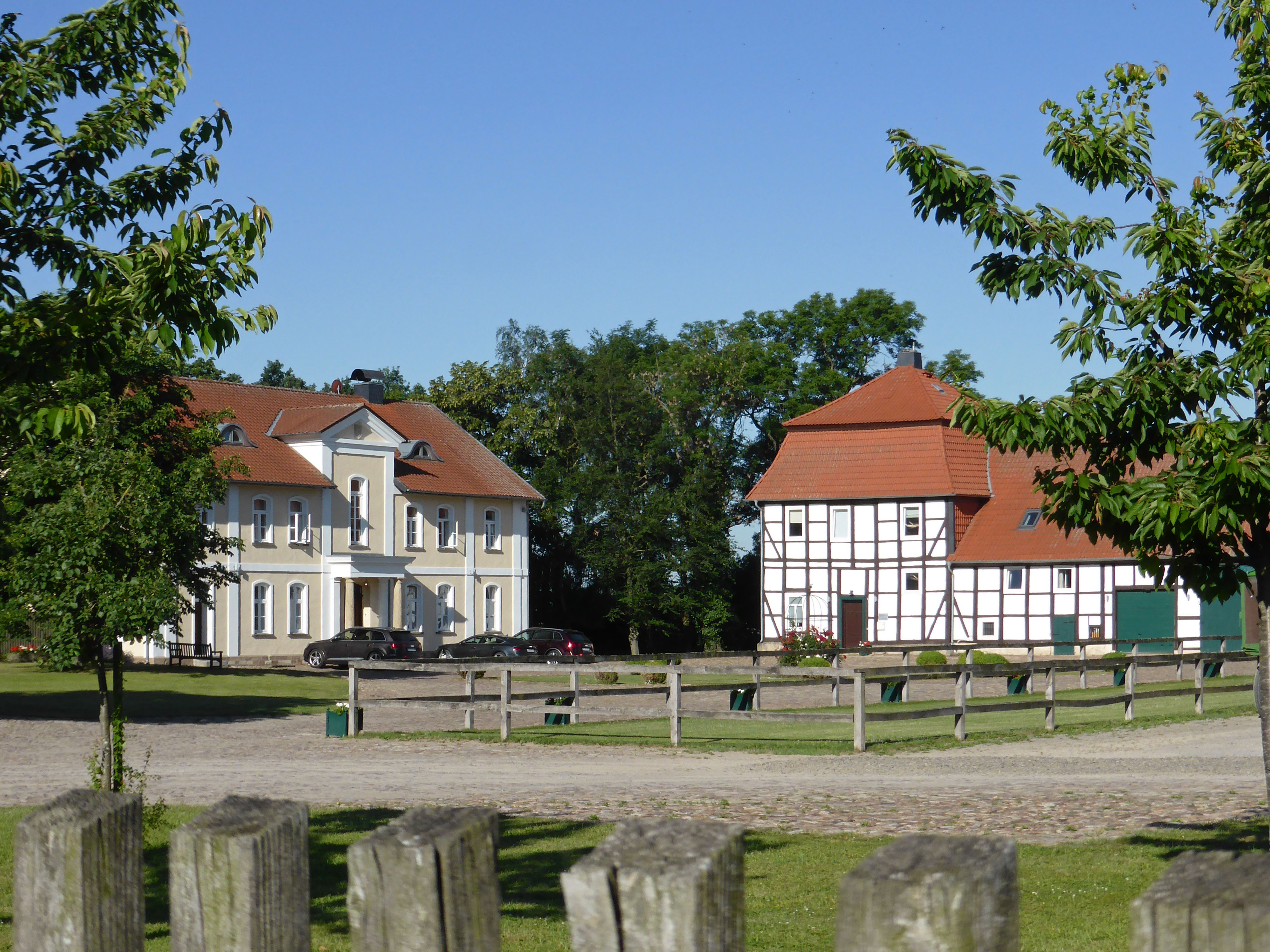
Maniero di Bisdorf, Bassa Sassonia (a Wolfsburg)
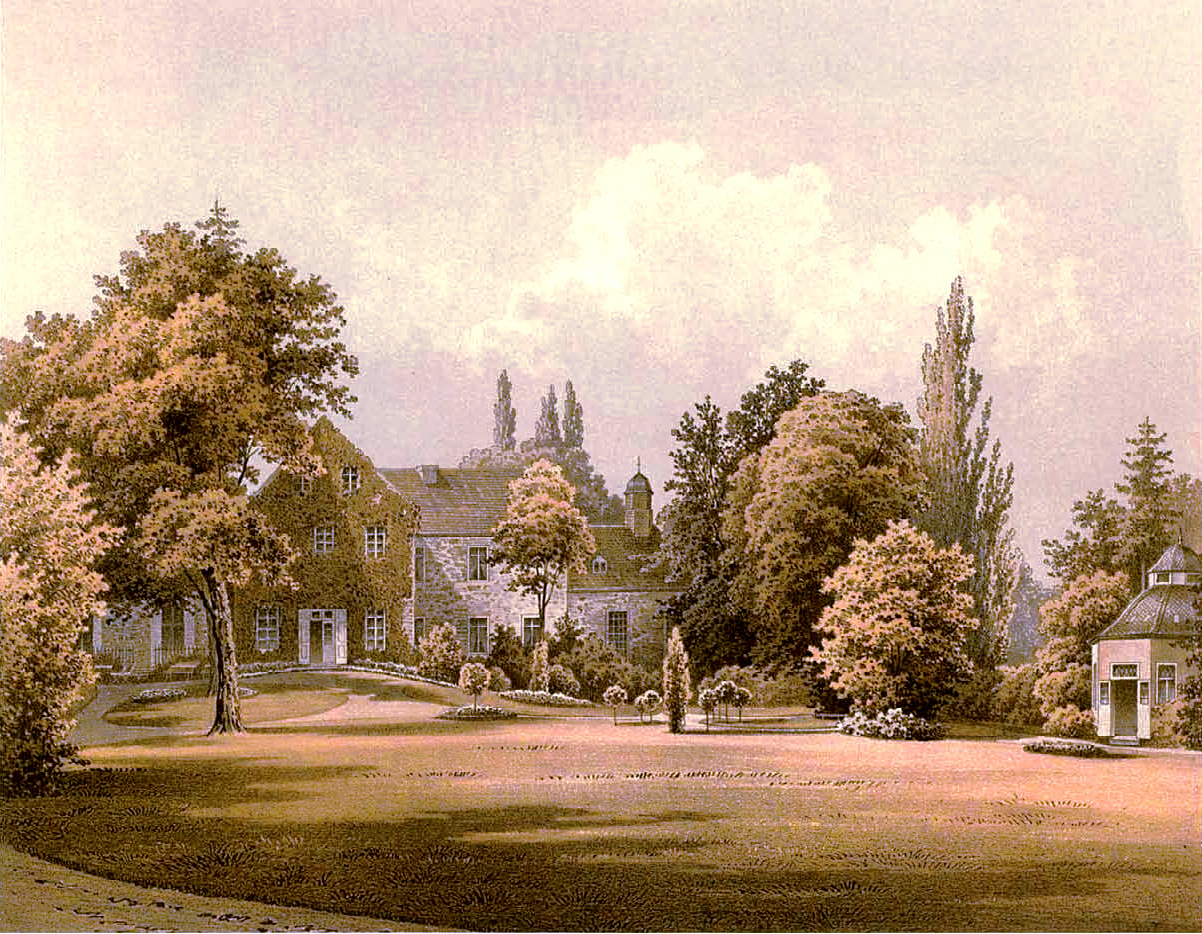
Castello di Bodendorf, Sassonia-Anhalt
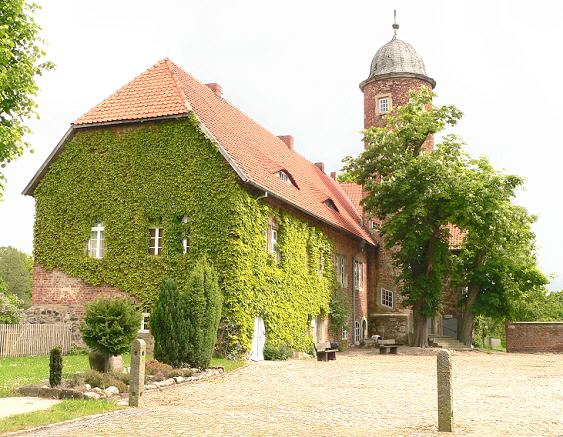
Castello di Brome, Bassa Sassonia (verso Wolfsburg)
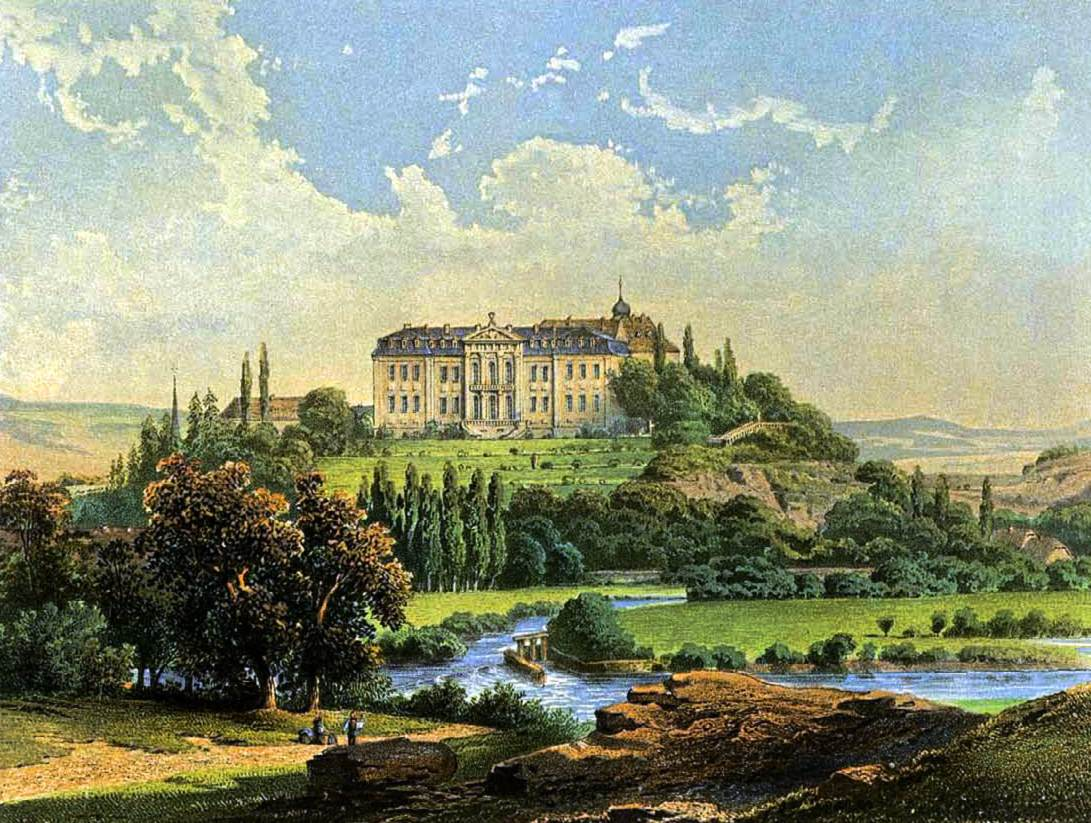
Castello di Burgscheidungen, Sassonia-Anhalt
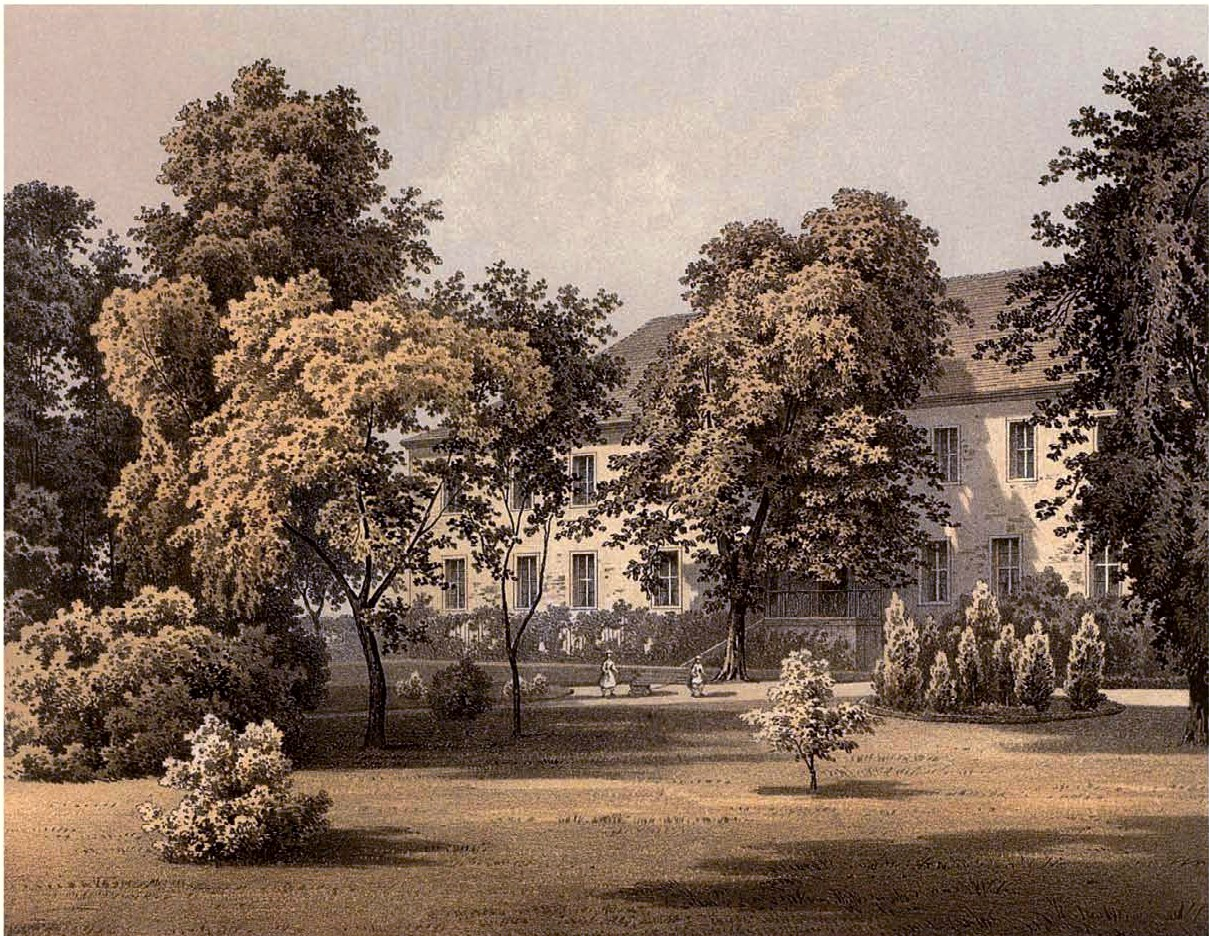
Rittergut di Emden, Sassonia-Anhalt
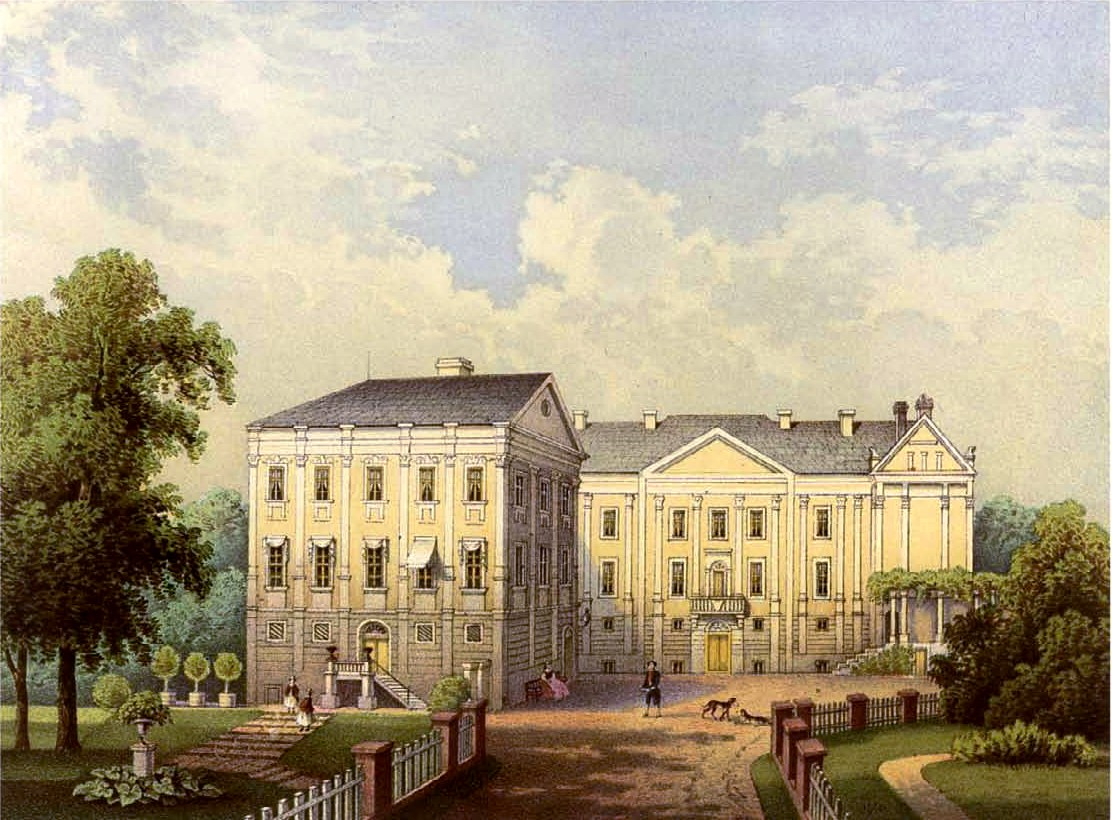
Castello di Filehne, provincia di Poznan
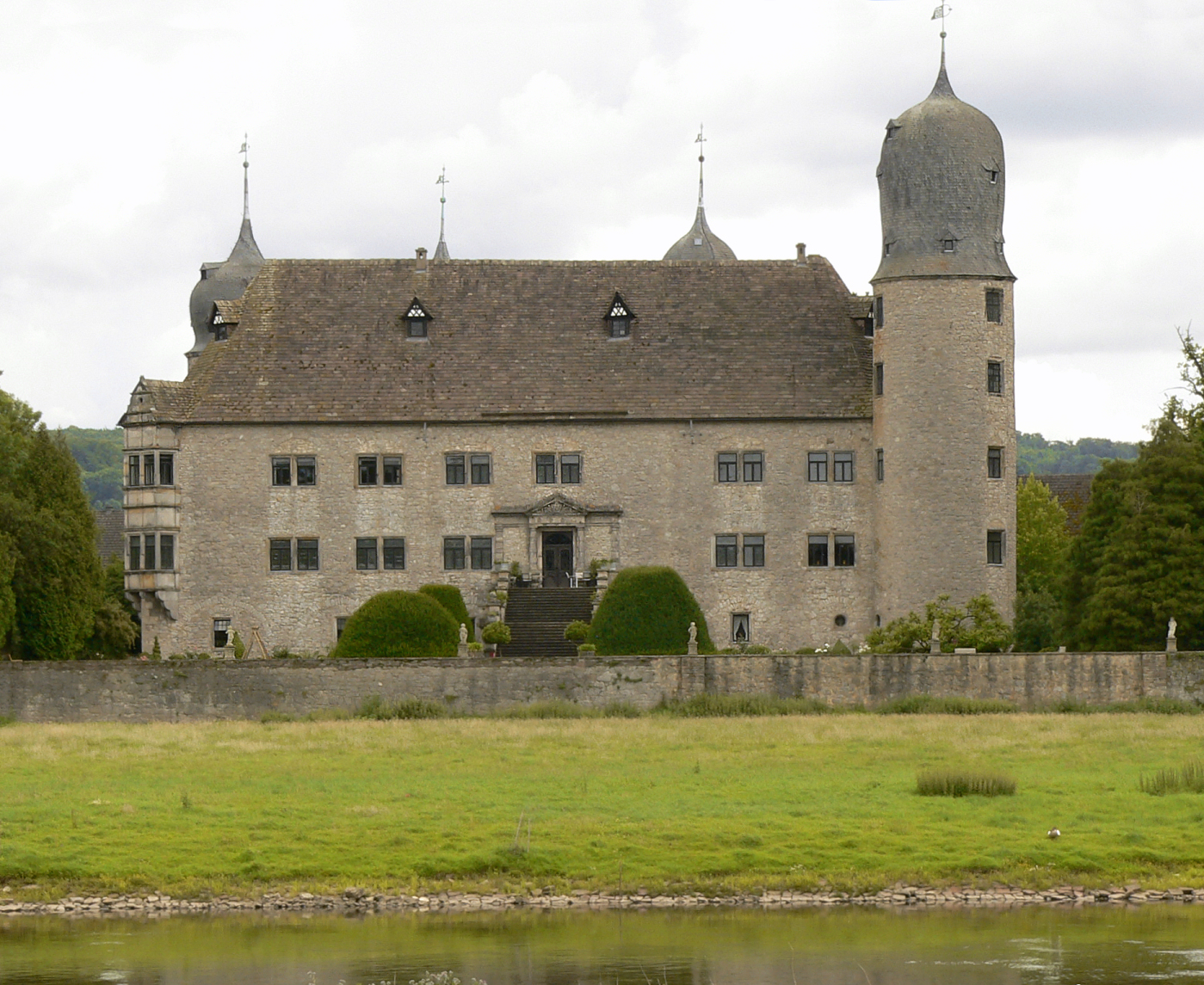
Castello con fossato di Hehlen, Bassa Sassonia
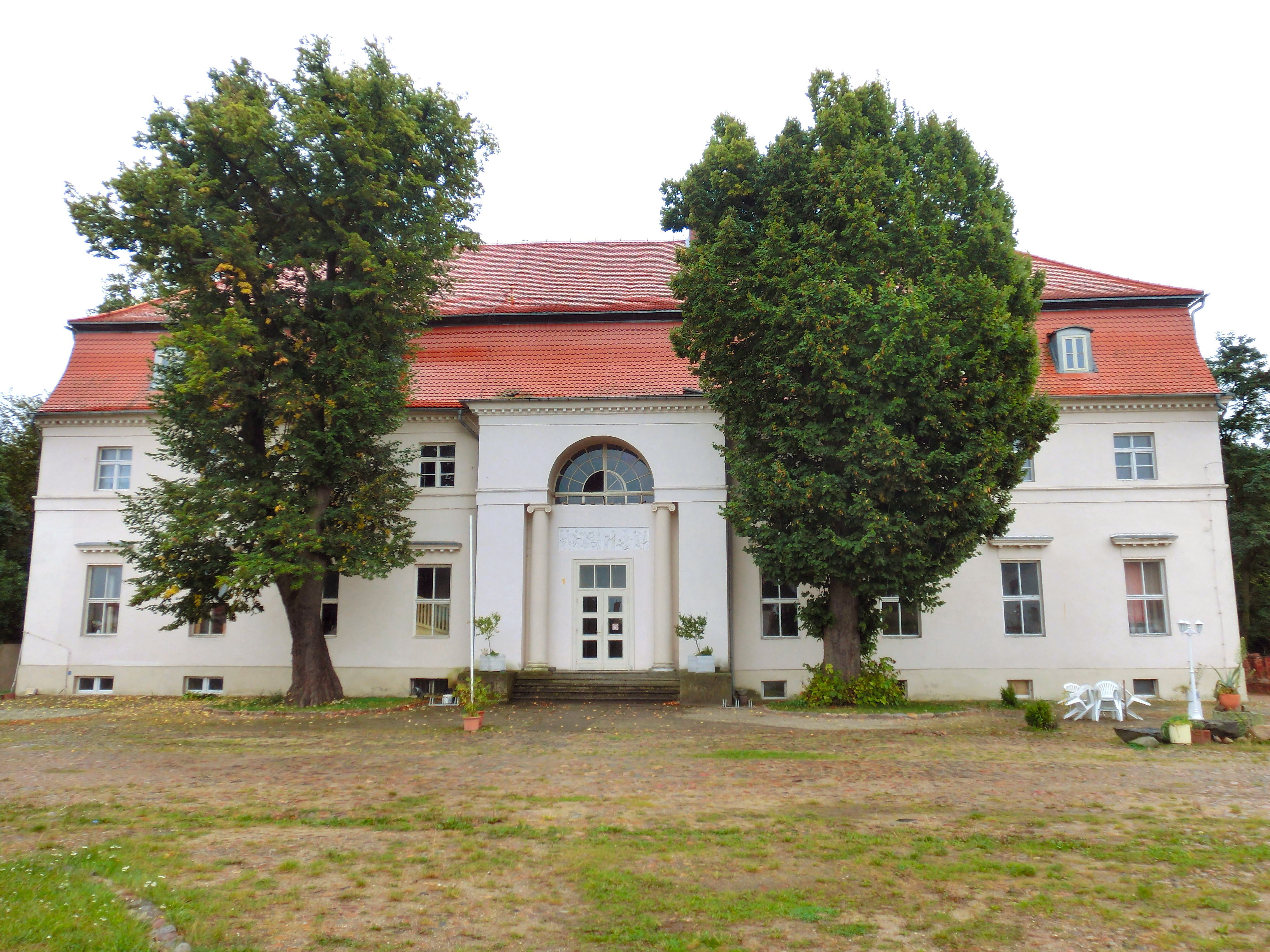
Castello di Kehnert, Sassonia-Anhalt
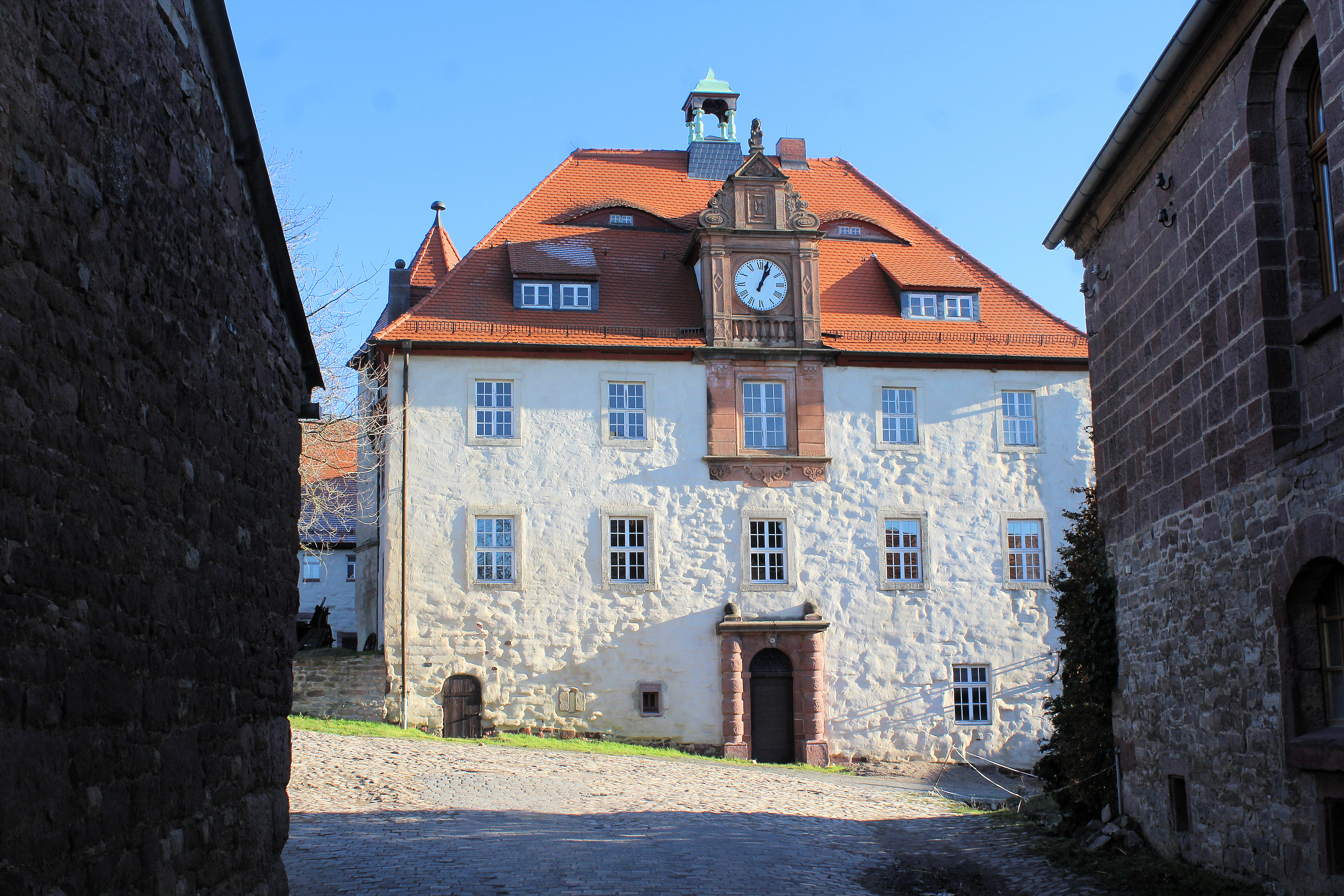
Antico castello di Klosterrode, Sassonia-Anhalt
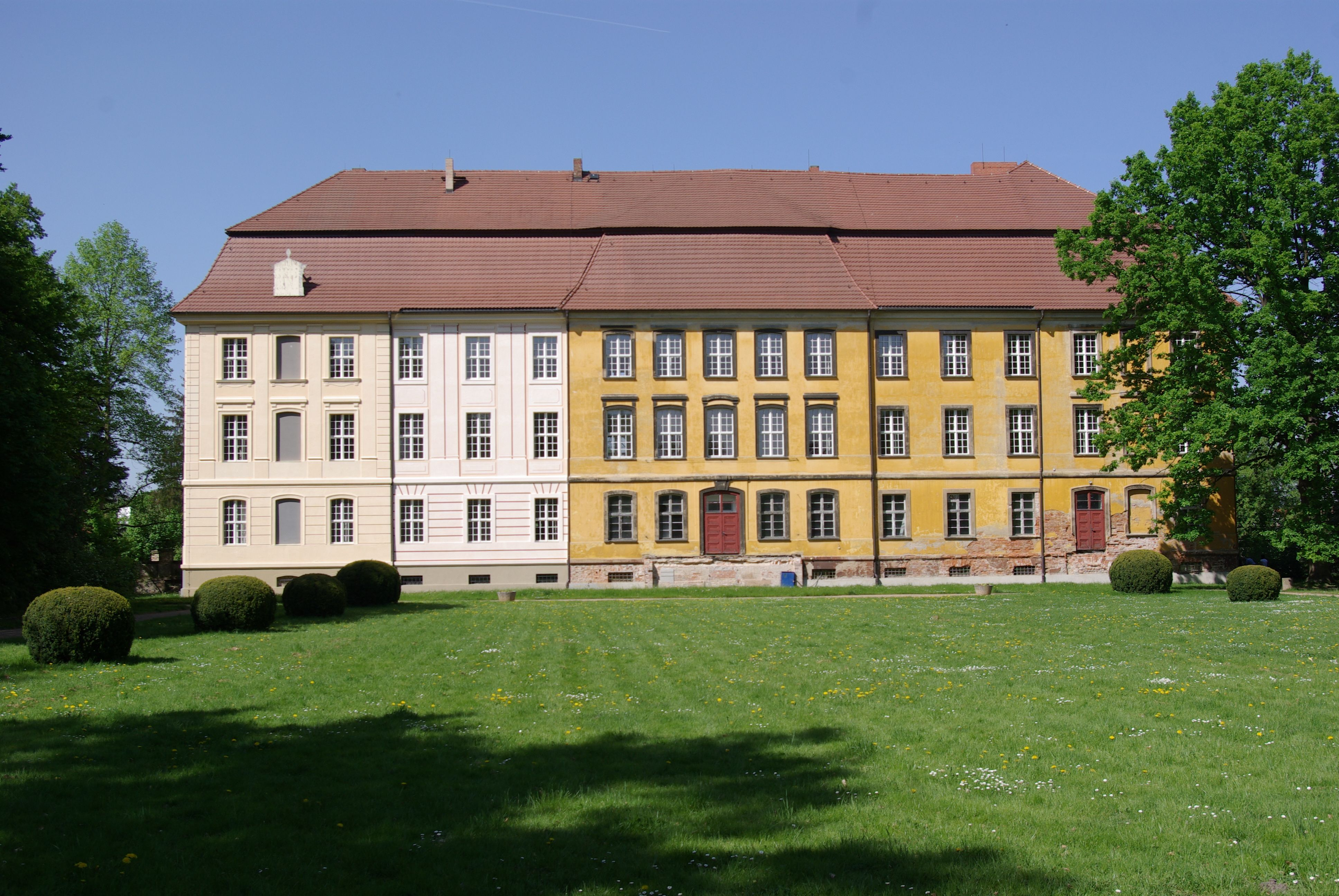
Castello di Lieberose, Bassa Lusazia (Brandeburgo)
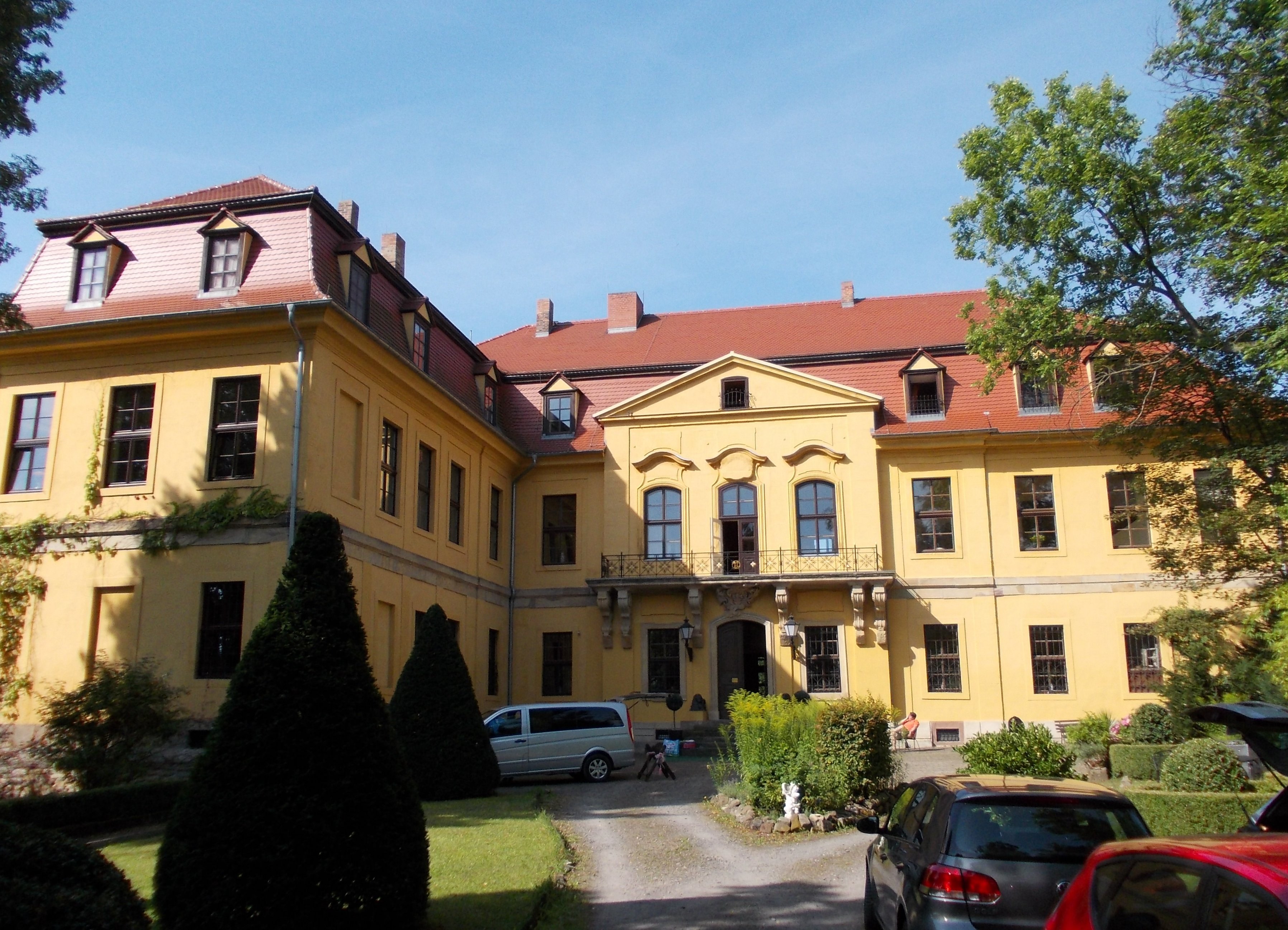
Castello di Lodersleben, Sassonia-Anhalt
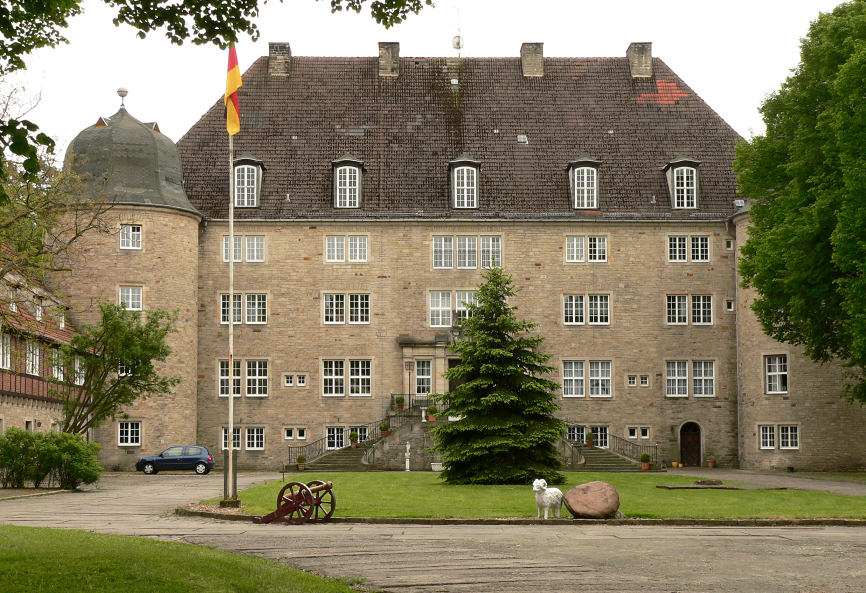
Castello di Neumühle, Sassonia-Anhalt (verso Wolfsburg)
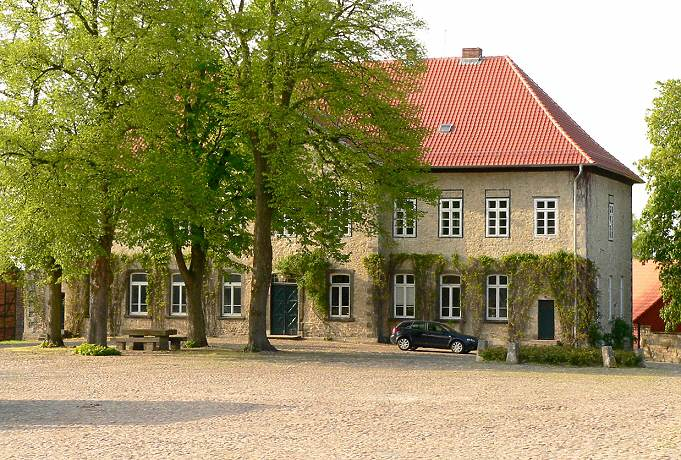
Rittergut di Nordsteimke, Bassa Sassonia (verso Wolfsburg)
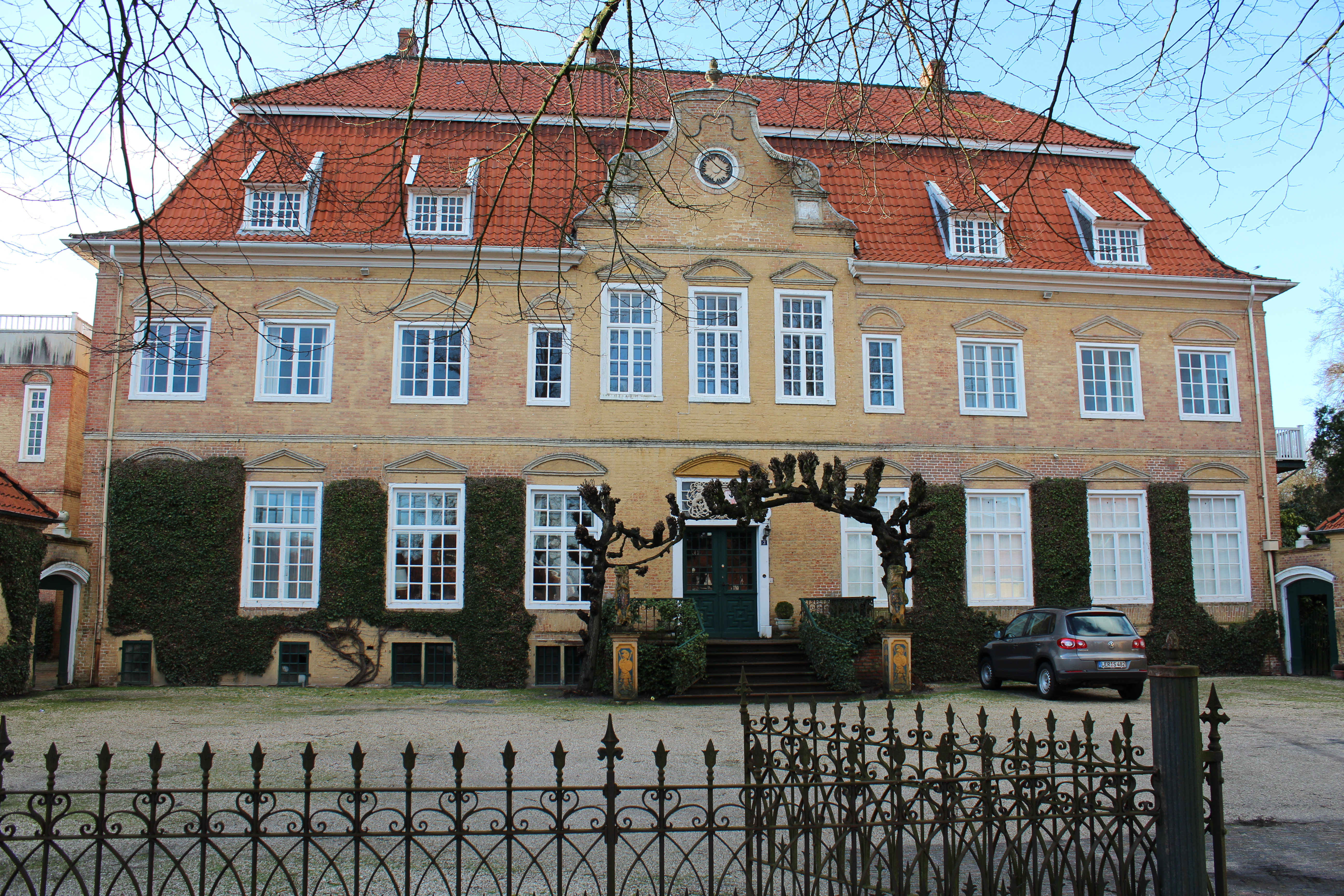
Philippsburg (Leer), Bassa Sassonia
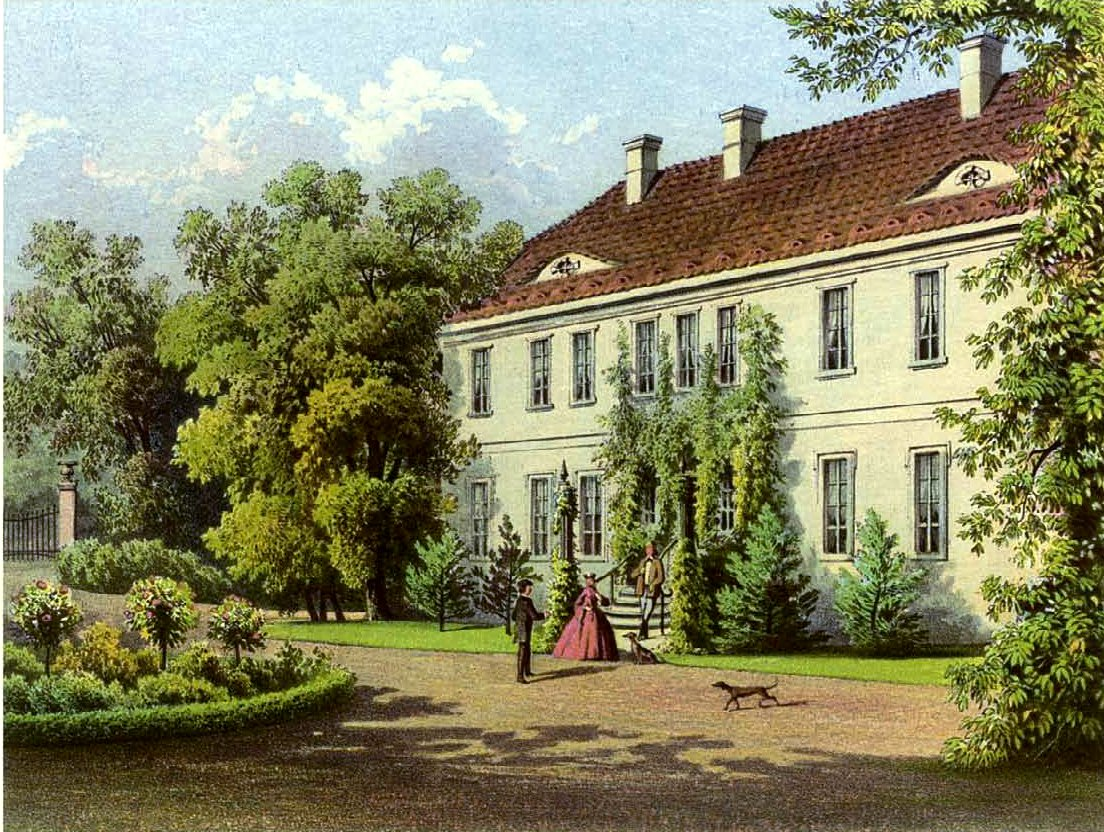
Maniero di Priemern, Sassonia-Anhalt
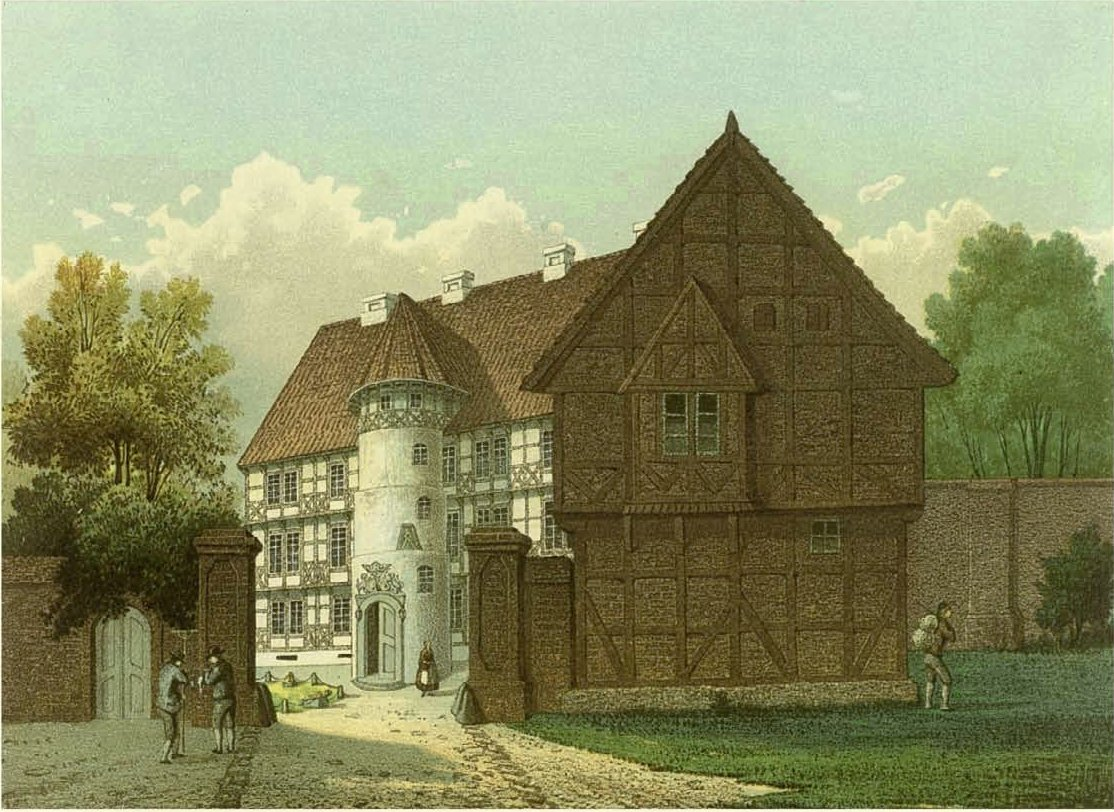
Ufficio del prevosto di Salzwedel, Sassonia-Anhalt
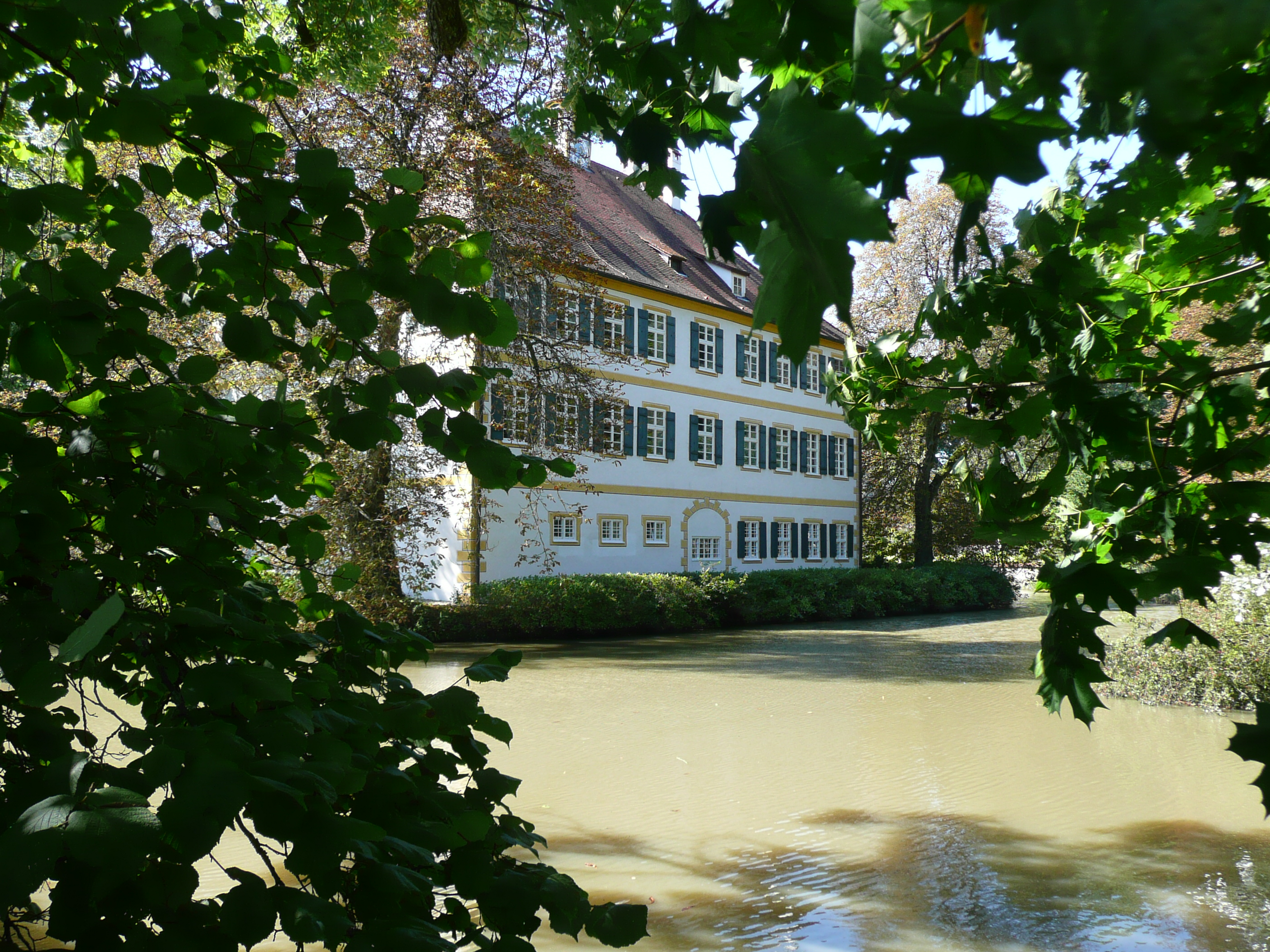
Castello di Schönbrunn (Denkendorf), Alta Baviera
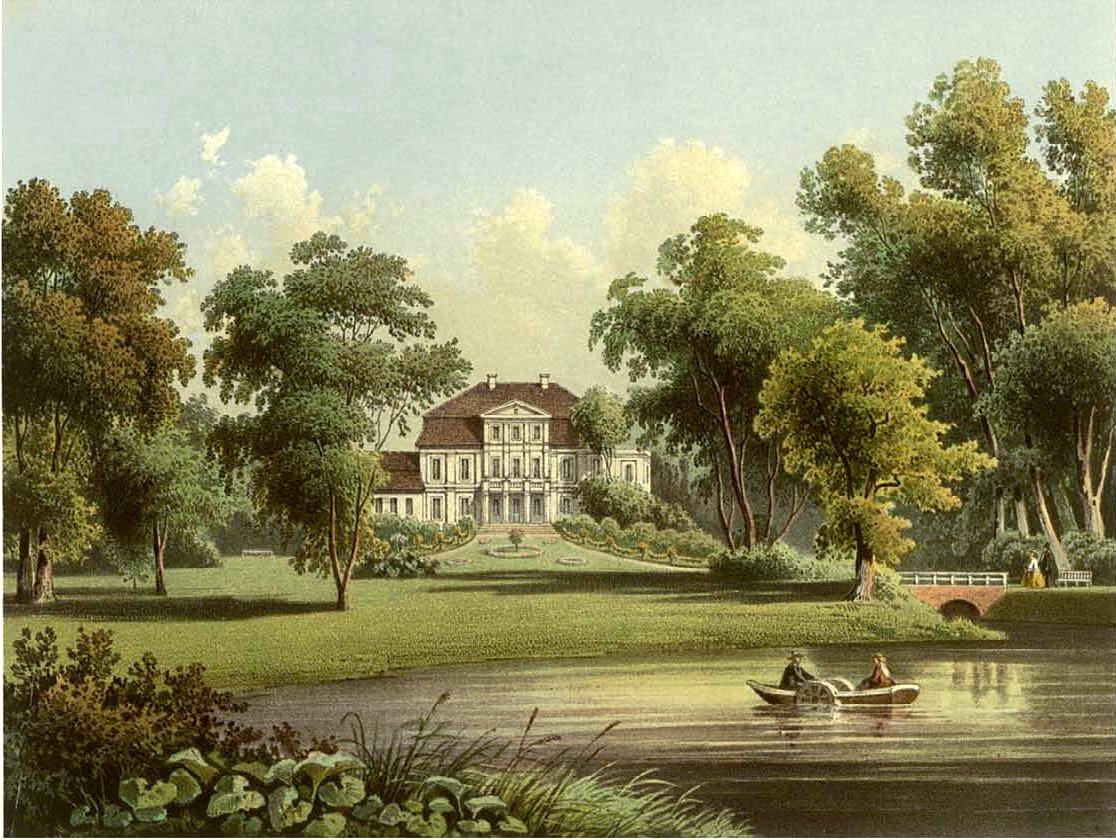
Castello di Trampe, Barnim (Brandeburgo)
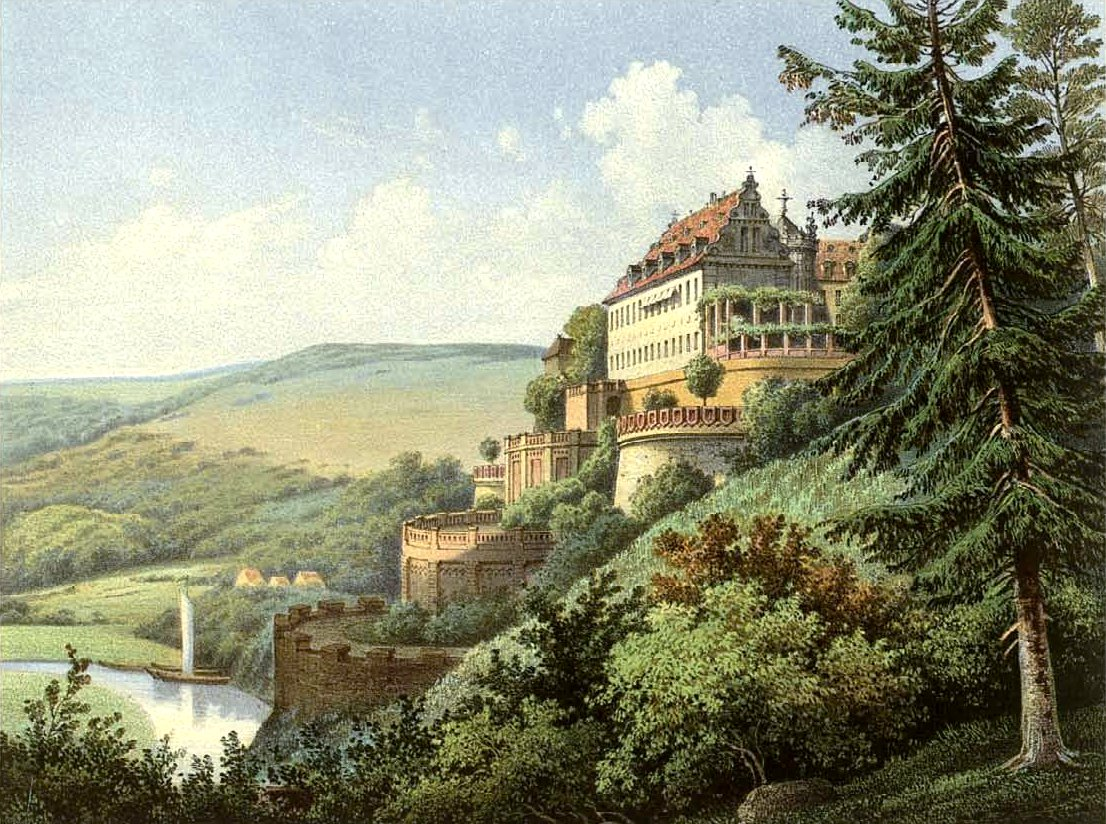
Castello di Vitzenburg, Sassonia-Anhalt
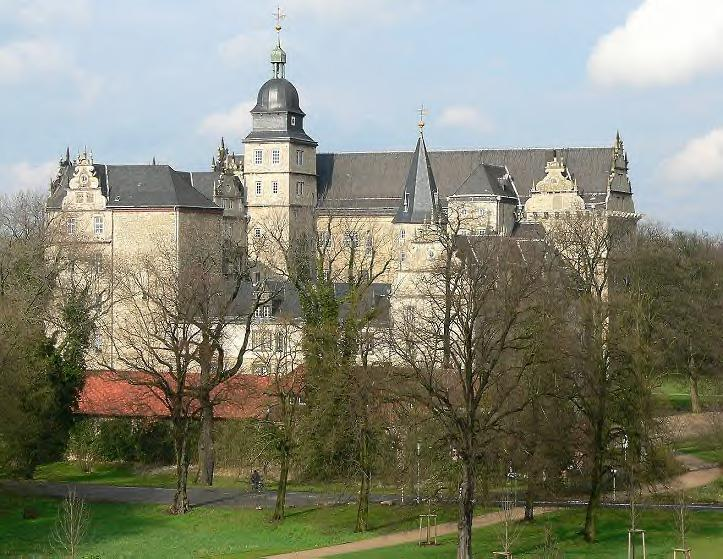
Castello di Wolfsburg, Bassa Sassonia

## Riconoscimenti
Nel 1563 Jacob, Alexander e Daniel von der Schulenburg, figli di Matthias von der Schulenburg della linea di Altenhausen, ricevettero i diplomi di Freiherr dall'imperatore Ferdinando I. Furono i primi rappresentanti della loro stirpe ad essere onorati in questo modo, ma ciò non significò un aumento di rango. Attraverso i figli di Daniel, la linea dei Freiherr continuò come segue:
- Matthias (1578-1656), Oberhauptmann dell'Holzkreis, Landrat nell'arcidiocesi di Magdeburgo, membro della società dei Carpofori
  - Alexander (1616–1681)
    - Alexander von der Schulenburg (1662–1733) (nel 1713 ebbe conferma del titolo di Freiherr)

  - Gustav Adolf (1632-1691)
    - Matthias Johann von der Schulenburg (conte dal 1715)
    - Daniel Bodo von der Schulenburg (conte dal 1715)
    - Melusine von der Schulenburg (contessa dal 1715), dal 1716 duchessa di Munster, dal 1719 duchessa di Kendal, dal 1722 titolare - duchessa imperiale di Eberstein, amante del sovrano di Gran Bretagna ed Irlanda Giorgio I
- Henning (1587-1637)
  - Heinrich (1621–1691)

Il 4 dicembre 1713 l'imperatore Carlo VI confermò il titolo di Freiherr conferito al bisnonno Daniel al tenente generale hannoveriano Alexander von der Schulenburg (1662-1733) della casa di Altenhausen. Nel 1715 assegnò il titolo di conte imperiale ai suoi cugini, il feldmaresciallo veneziano Matthias Johann e suo fratello, il tenente generale sassone Daniel Bodo, così come alla loro sorella Ehrengard Melusine, l'amante di lunga data dell'elettore Hannover e re Giorgio I di Gran Bretagna.
Nel 1644 Heinrich Joachim von der Schulenburg (1610–1665), signore di Lieberose, ricevette un diploma di Freiherr dall'imperatore Ferdinando III. Tuttavia, i suoi due matrimoni non generarono figli e nel suo testamento stabilì che Achaz von der Schulenburg della casa di Beetzendorf (1610-1680), che doveva essere il suo erede universale, ricevesse il titolo di Freiherr. Achaz lo ottenne dall'imperatore Leopoldo il 21 marzo 1667, aumentando contemporaneamente il suo stemma.

## Percorsi di vita
I percorsi di vita dei membri maschi dei Schulenburg erano preordinati e corrispondevano alle solite basi economiche della nobiltà tedesca. Oltre a gestire i loro possedimenti, erano attivi in gran numero nell'esercito: nel Medioevo come Burgmannen e Hauptleute feudali nella marca di Brandeburgo, nel primo periodo moderno come capi di truppe mercenarie e più tardi come ufficiali, soprattutto nell'esercito prussiano, ma anche in altri paesi. Il più famoso fu Matthias Johann von der Schulenburg, che divenne feldmaresciallo al servizio della repubblica di Venezia  e fu il primo membro della famiglia ad essere elevato al grado ereditario di conte imperiale dall'imperatore Carlo VI nel 1715.
Diversi membri della stirpe raggiunsero posizioni elevate. Questi includevano quattro feldmarescialli, 25 generali, due maestri dell'Ordine di San Giovanni, sei ministri di stato e quattro vescovi.
La dinastia ricoprì diverse cariche ereditarie. Erano stati Küchenmeister ereditari dell'elettorato di Brandeburgo dal XIV secolo circa. Furono anche Erbkämmerer ereditari del langraviato di Turingia dal 18 ottobre 1861. Inoltre, tenevano un posto ereditario nel maniero prussiano per il rispettivo signore del Standesherrschaft di Lieberose dal 12 ottobre 1855 al 1918.
Nel registro delle iscrizioni del monastero di Dobbertin contiene anche due iscrizioni di figlie delle famiglie dei conti di Schulenburg di Tressow e Groß Krankow nel Meclemburgo dal 1874 e 1903 per l'ammissione al convento delle nobildonne.
Molti rappresentanti della famiglia ricoprirono anche incarichi nell'amministrazione statale. L'inclinazione degli Schulenburg ad intraprendere la carriera militare ha fatto sì che la dinastia abbia dovuto soffrire di numerose vittime nelle guerre, più recentemente nella prima e nella seconda guerra mondiale.
Nel XX secolo, due membri della famiglia (il conte Dietlof e il conte Friedrich-Werner) furono combattenti della resistenza, partecipando all'attentato del 20 luglio 1944 contro il regime di Adolf Hitler durante l'epoca nazionalsocialista. Entrambi furono condannati e giustiziati dal Tribunale del Popolo.
Nelle file del Partito Nazionalsocialista Tedesco dei Lavoratori c'erano circa 41 membri della stirpe di Schulenburg.

## Espansione e base economica
A partire dal XV secolo, la dinastia si espanse ulteriormente acquisendo proprietà al di fuori dell'Altmark. Intorno al 1600, le proprietà terriere della dinastia raggiunsero la loro massima espansione. Essi detenevano feudi nella marca del Brandenburgo, nell'arcivescovado di Magdeburgo, Anhalt, Wolfenbüttel, Lüneburg, Braunschweig, Sassonia Elettorale, Pomerania, marca di Lusazia e Boemia.
I membri della famiglia si guadagnavano da vivere, nella misura in cui non lo traevano dal servizio statale, giudiziario o militare, principalmente dando feudi ai contadini per la coltivazione.  I contadini pagavano le tasse sulla terra o prestavano delle corvée. Gli Schulenburg portarono avanti la coltivazione delle loro terre fondando dei Vorwerken, che più tardi si svilupparono in Güter. Da un lato, la Bauernbefreiung (liberazione dei contadini) nel XIX secolo portò alla perdita di fonti di reddito (i Fronen, le decime e le tasse in natura), dall'altro permise l'espansione di alcune proprietà attraverso acquisizioni per mezzo dei rimborsi in denaro ricevuti a questo scopo.
Tutte le linee genealogiche furono rappresentate nell'Associazione aristocratica tedesca nel 1940.
La rottura più grave nel corso di molti secoli fu la riforma agraria nella zona di occupazione sovietica nel 1945, che espropriò quasi tutti i possedimenti della famiglia Schulenburg senza indennizzo ed espulse i rami della famiglia dalla loro patria, la cui storia avevano contribuito a formare. Da allora, la maggior parte dei membri della famiglia sono stati impegnati in occupazioni lucrative della "classe media". Solo alcune proprietà si trovavano nella Germania occidentale, tra cui il castello di Wolfsburg in Bassa Sassonia, che fu ereditato dalla dinastia di Bartensleben nel 1742 da Adolph Friedrich von der Schulenburg della casa di Beetzendorf, insieme al castello di Bisdorf e Brome e il maniero di Nordsteimke, che fu acquistato più tardi (vedi sotto: linea di Wolfsburg). Tuttavia, il castello di Wolfsburg - insieme a gran parte della tenuta - dovette essere venduto alla Stadt des KdF-Wagens nel 1943, e la sede di famiglia appena costruita del castello di Neumühle vicino a Beetzendorf fu espropriata insieme ai terreni associati dalla riforma agraria. Solo dopo la riunificazione tedesca fu possibile riacquistare il terreno di Neumühle (senza il castello), insieme ad altri terreni nel Brandeburgo. Oggi, la proprietà totale dei conti di Schulenburg-Wolfsburg consiste in circa 820 ettari di terreno agricolo e 4.900 ettari di terreno forestale.
Un possesso ancora più antico della famiglia della Bassa Sassonia era la tenuta di Hehlen, acquisita intorno al 1558 dal capo mercenario Fritz von der Schulenburg della "Linea Bianca", con il suo castello con fossato di Hehlen costruito nel 1579-1584, che fu venduto senza necessità nel 1956 insieme a tutti i terreni e l'inventario. Un'altra tenuta di proprietà dei conti di Schulenburg dal 1748 fino ad oggi è la tenuta di Osten-Altendorf vicino a Cuxhaven.
La tenuta di Angern nel circondario di Börde in Sassonia-Anhalt, che apparteneva alla famiglia dal 1448 ed era stata espropriata nel 1945, è stata riacquistata nel 1997 ed è ora nuovamente coltivata da Alexander Graf von der Schulenburg con 800 ettari di foresta e 150 ettari di terreno coltivabile (vedi sotto: Linea di Angern).
Nel periodo dopo la seconda guerra mondiale, anche il maniero Lippe di Hovedissen a Leopoldshöhe, il castello di Schönbrunn in Alta Baviera e il castello di Philippsburg nella Frisia orientale passarono a membri della famiglia per via ereditaria. Il castello di Falkenberg nell'Alto Palatinato, invece, ricostruito nel 1936, è stato venduto nel 2008.

## Membri

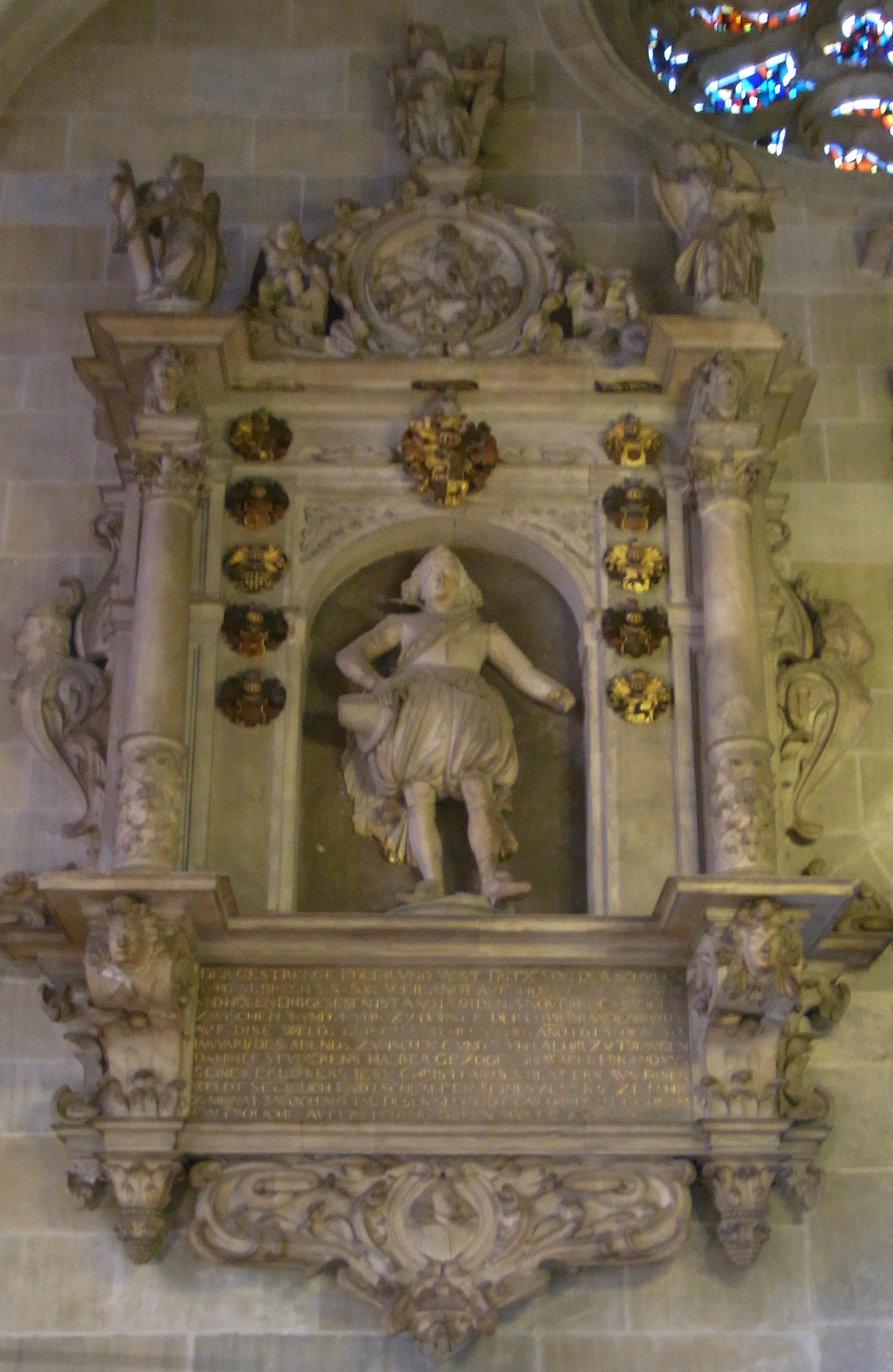
Epitaffio in alabastro per Fritz von der Schulenburg (1591-1613) nella chiesa collegiata di Tubinga

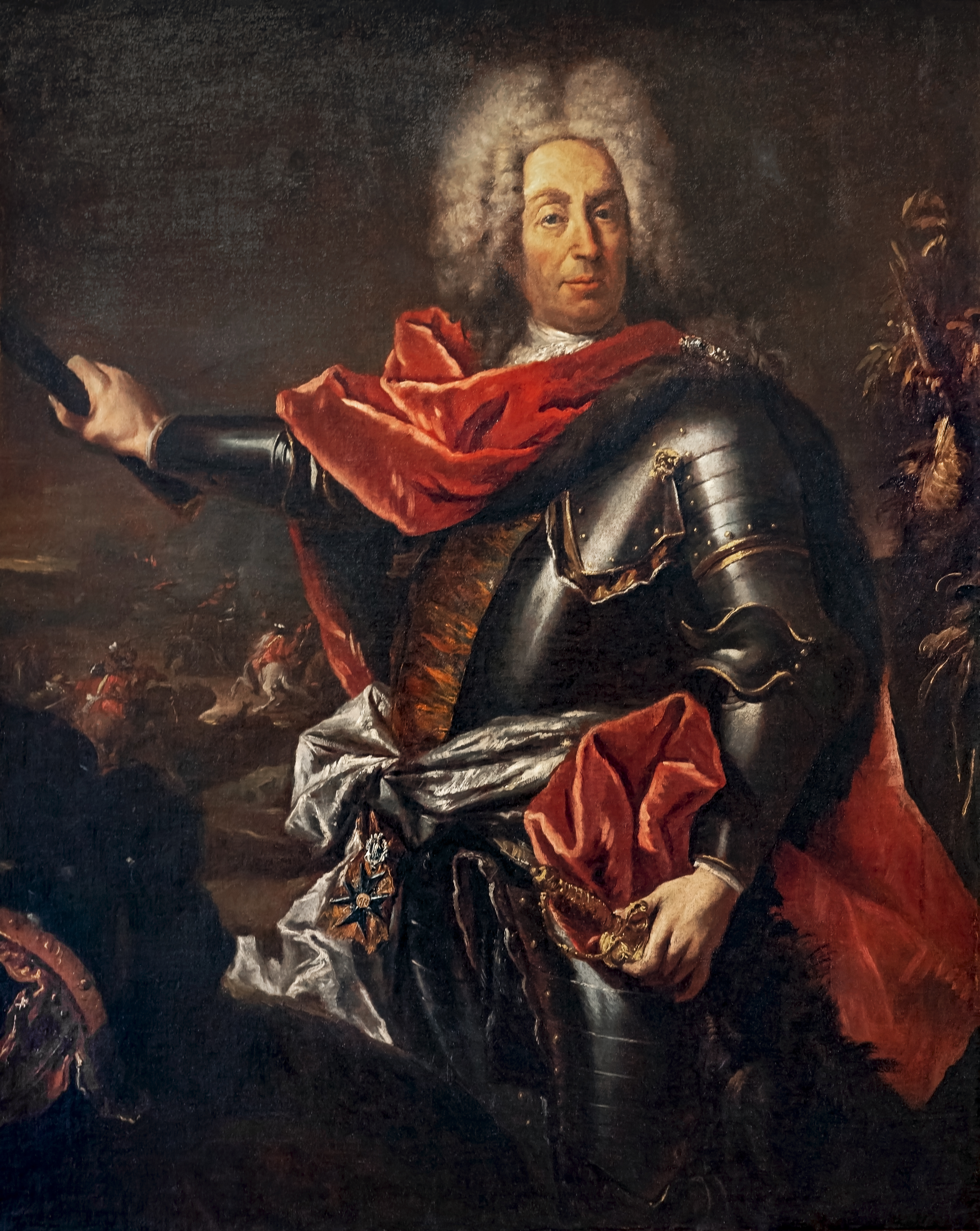
Matthias Johann von der Schulenburg (1661–1747), generale sassone, feldmaresciallo veneziano, nel 1715 primo conte imperiale; dipinto di Giovanni Antonio Guardi, 1741

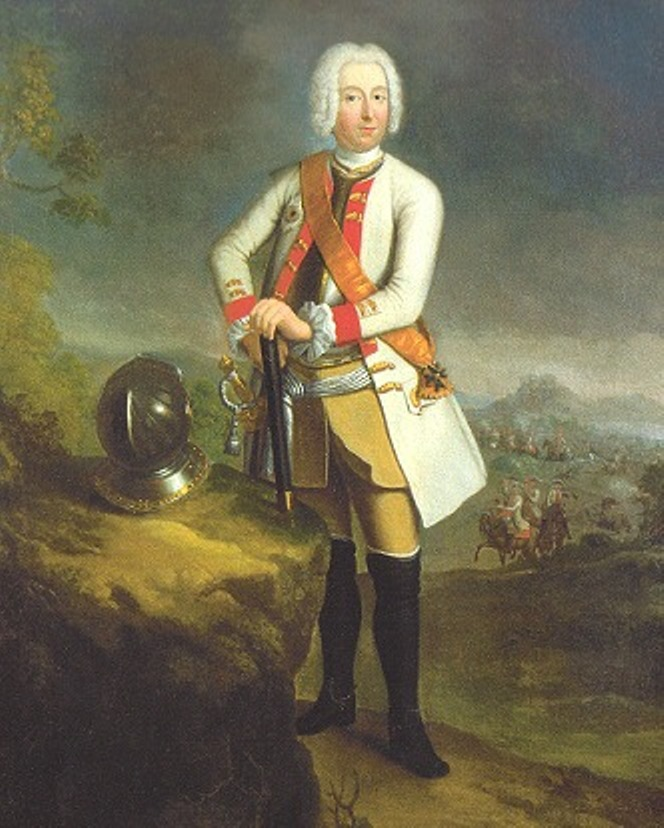
Adolph Friedrich Graf von der Schulenburg (1685-1741), tenente generale prussiano nel reggimento Schulenburg sotto Federico il Grande

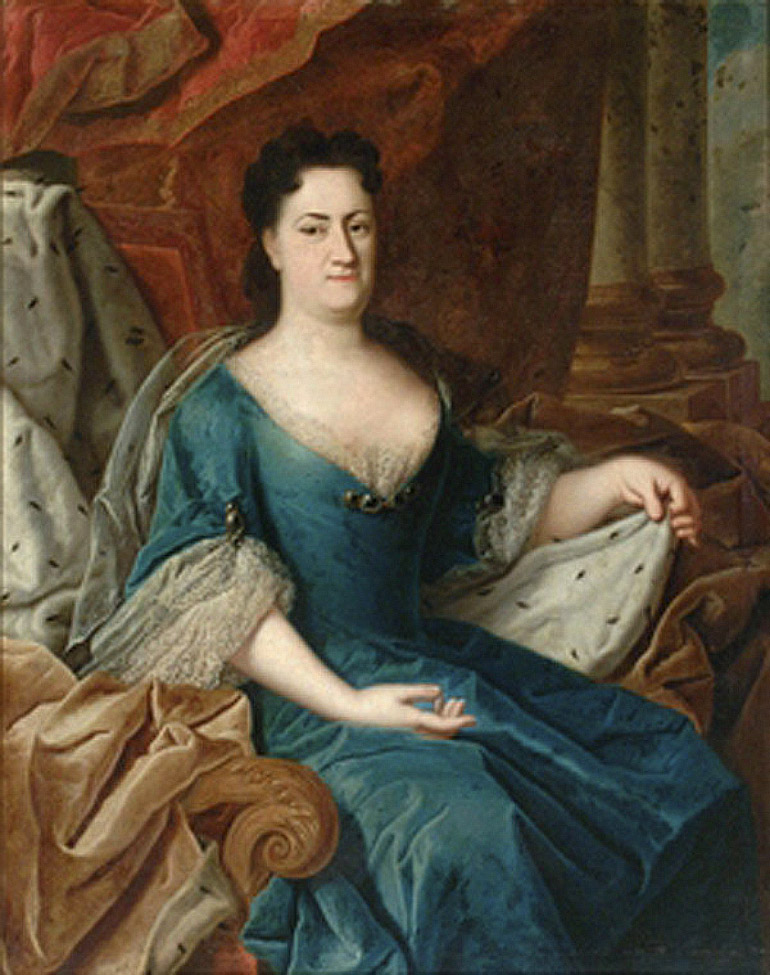
Melusine von der Schulenburg (1693–1778), duchessa di Kendal e Munster; amante di Giorgio I di Gran Bretagna

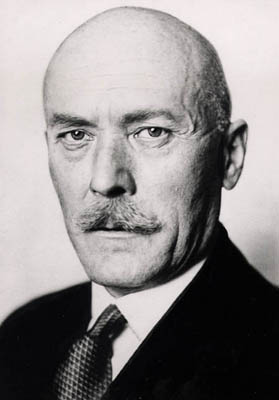
Friedrich Werner Graf von der Schulenburg (1875-1944), diplomatico, giustiziato come combattente della resistenza

- Bernardo di Schulenburg († 1392), precettore generale del baliaggio di Brandenburgo[11]
- Teodorico di Schulenburg, come Teodorico III principe vescovo della diocesi di Brandenburgo († 1393)
- Guarniero (Werner) di Schulenburg († 1417), arcidiacono di Bernau, diverse cariche nel capitolo della cattedrale e nelle fondazioni collegiali, cappellano del margravio Jobst[12]
- Werner von der Schulenburg († 1515), statista al servizio di Brandeburgo e Pomerania
- Christoph III von der Schulenburg (1503–1570), consigliere del ducato di Brunswick
- Christoph von der Schulenburg (1513–1580), ultimo vescovo cattolico di Ratzeburg
- Dietrich von der Schulenburg, prevosto di Cölln e Berlino e consigliere del principe elettore del Brandeburgo (1512-1525)
- Albrecht IV von der Schulenburg (1535–1583), kurbrandenburgischer Rat e Hauptmann dell'Altmark
- Matthias von der Schulenburg (1578–1656), Oberhauptmann des Holzkreises e Landrat nell'arcidiocesi di Magdeburgo
- Levin von der Schulenburg (1581–1640), Landrat
- Fritz von der Schulenburg (1591–1613), studente a Tubinga
- Gustav Adolf von der Schulenburg (1632–1691), consigliere privato del Brandeburgo elettorale, presidente della Camera e signore ereditario di Emden
- Dietrich Hermann I von der Schulenburg (1638–1693), Landesdirektor e Kriegskommissar dell'Altmark
- Hans Georg von der Schulenburg (1645–1715), diplomatico e governatore al servizio della Danimarca
- Friedrich Achaz von der Schulenburg-Hehlen (1647–1701), consigliere privato, diplomatico, giudice di corte, Berghauptmann (1690-) a Wolfenbüttel
- Matthias Johann Graf von der Schulenburg (1661–1747), generale dell'Elettorato di Sassonia; feldmaresciallo e diplomatico della Repubblica di Venezia
- Daniel Bodo Graf von der Schulenburg (1662–1732), tenente generale reale polacco e sassone elettore e signore ereditario, feudale e di corte di Dehlitz
- Alexander Freiherr von der Schulenburg (1662–1733), tenente generale e governatore di Celle
- Melusine von der Schulenburg (1667–1743), duchessa di Kendal ed amante del re Giorgio I
- Achaz von der Schulenburg (1669–1731), tenente generale prussiano
- Werner von der Schulenburg (1679–1755), ministro della guerra e feldmaresciallo danese
- Adolph Friedrich von der Schulenburg (1685–1741), tenente generale prussiano
- Daniel Levin Andreas von der Schulenburg (1690–1752), Landrat del circondario di Greifenhagen
- Georg Werner von der Schulenburg (1690–1743), colonnello prussiano e comandante di reggimento
- Ernst August Freiherr von der Schulenburg (1692–1743), brigadiere elettore di Brunswick-Lüneburg
- Melusina von der Schulenburg, contessa di Walsingham (1693–1778), contessa di Walsingham (1693-1778), nobildonna tedesco-inglese
- Otto Casimir von der Schulenburg (1705–1743), camerlengo e canonico di Merseburgo, dell'Elettore di Sassonia e di Polonia
- Heinrich Hartwig von der Schulenburg (1705–1754), maggiore generale sardo-piemontese
- Alexander Jakob von der Schulenburg (1710–1775), maggiore generale elettore di Brunswick-Lüneburg
- Daniel Christoph Georg von der Schulenburg-Hehlen (1716–1772), tenente colonnello, pronipote del feldmaresciallo veneziano Matthias Johann von der Schulenburg, che lo educò; dopo il 1738 al servizio dell'Elettore di Hannover; dal 1746 cavaliere dell'Ordine Teutonico; dal 1757 Landkomtur della provincia di Sassonia dell'Ordine Teutonico
- Alexander Friedrich Christoph von der Schulenburg (1720–1801), colonnello imperiale
- Gebhard Werner von der Schulenburg (1722–1788), maresciallo di corte presso la corte di Prussia
- Levin Rudolph von der Schulenburg (1727–1788), ministro privato di Stato e della guerra
- August Ferdinand von der Schulenburg (1729–1787), maggiore generale prussiano, cavaliere del Pour le Mérite
- Wulf Dietrich von der Schulenburg (1731–1803), tenente generale danese
- Levin Friedrich von der Schulenburg (1738–1801), consigliere privato elettorale sassone e signore ereditario, feudale e giudiziario di Burgscheidungen e Kirchscheidungen e Kleinliebenau
- Friedrich Wilhelm von der Schulenburg-Kehnert (1742–1815), ufficiale prussiano e ministro degli esteri
- Alexander Friedrich Georg Graf von der Schulenburg-Blumberg (1745–1790), ministro di Stato presso la direzione generale responsabile della Compagnia marittima, delle questioni bancarie, dell'istituto e del fondo per le vedove e dell'amministrazione del tabacco
- August von der Schulenburg (1754–1833), camerlengo del Meclemburgo-Strelitz e consigliere di legazione
- Georg Ludwig von der Schulenburg (1755–1828), tenente generale danese
- Alexander von der Schulenburg-Emden (1762–1820), proprietario terriero tedesco
- Gebhard von der Schulenburg-Wolfsburg (1763–1818), presidente degli stati imperiali del regno di Vestfalia e politico di spicco del ducato di Brunswick
- August Karl von der Schulenburg (1764–1838), membro del Reichsstände del regno di Vestfalia
- Friedrich von der Schulenburg-Angern (1769–1821), funzionario di governo tedesco
- Leopold von der Schulenburg (1769–1826), Landrat prussiano nel circondario di Neuhaldesleben
- Leopold Wilhelm von der Schulenburg (1772–1838), Landrat prussiano, cavaliere Pour le Mérite
- Friedrich Albrecht von der Schulenburg (1772–1853), diplomatico e ministro sassone
- Moritz Levin Friedrich von der Schulenburg (1774–1814), camerlengo reale sassone, signore maggiore di Burg- e Kirchscheidungen, signore ereditario di Branderode e Netzschkau
- Joseph Ferdinand Adolf Achaz von der Schulenburg (1776–1831), tenente generale prussiano
- Ludwig Graf von der Schulenburg (1786–1858), maggiore generale imperiale russo
- Eduard von der Schulenburg-Emden (1792–1871), proprietario terriero tedesco e membro della Camera dei signori prussiana
- Werner von der Schulenburg-Wolfsburg (1792–1861), combattente per la liberazione (campagna di Germania del 1813), proprietario terriero e politico
- Gustav von der Schulenburg (1793–1855), ufficiale e membro della Camera dei signori prussiana
- Hermann von der Schulenburg (1794–1860), tenente generale prussiano
- Friedrich Albrecht Graf von der Schulenburg (1801–1869), membro della Camera dei signori prussiana
- Wilhelm von der Schulenburg (1806–1883), Landrat prussiano, Landesdirektor dell'Altmark
- Julius von der Schulenburg (1809–1893), tenente generale prussiano, maresciallo di corte, cavaliere dell'Ordine di San Giovanni e anziano della dinastia
- Bernhard von der Schulenburg-Altenhausen (1809–1872), proprietario di manieri e funzionario amministrativo tedesco
- Ernst Graf von der Schulenburg (1812–1843), Landrat prussiano
- Edo Graf von der Schulenburg (1816–1904), Landrat prussiano
- Adelbert von der Schulenburg-Filehne (1817–1874), proprietario di una signoria allodiale e rappresentante del Reichstag
- Friedrich Gottlob Jakob Graf von der Schulenburg-Altenhausen (1818–1893), Landrat del circondario di Osterburg
- Günther von der Schulenburg (1819–1895), proprietario terriero e politico tedesco
- Florens Bernhard von der Schulenburg (1826–1900), proprietario terriero tedesco, funzionario di corte e parlamentare
- Hermann von der Schulenburg (1829–1865), ufficiale prussiano, poi sacerdote cappuccino
- Werner von der Schulenburg-Beetzendorf (1829–1911), proprietario di manieri e membro del Reichstag
- Otto von der Schulenburg (1834–1923), maggior generale prussiano
- Werner von der Schulenburg-Burgscheidungen (1836–1893), proprietario terriero e membro della Camera dei signori prussiana
- Werner von der Schulenburg (1836–1903), tenente generale prussiano
- Werner von der Schulenburg (1841–1913), Landrat e politico prussiano
- Friedrich (Fritz) Graf von der Schulenburg-Angern (1843–1921), Landrat e membro della Camera dei signori prussiana
- Bernhard von der Schulenburg (1844–1929), maggiore generale prussiano, cavaliere dell'Ordine di San Giovanni di Gerusalemme
- Werner von der Schulenburg-Hehlen (1847–1931), proprietario terriero e politico tedesco (DHP), MdR
- Wilibald von Schulenburg (1847–1934), pittore paesaggista e folklorista tedesco
- Dietrich Graf von der Schulenburg-Lieberose (1849–1911), nobile e politico tedesco
- Bernhard Graf von der Schulenburg (1852–1936), membro della Camera dei signori prussiana
- Werner Graf von der Schulenburg-Heßler (1852–1930), membro della Camera dei signori prussiana
- Werner-Karl-Hermann Graf von der Schulenburg-Wolfsburg (1857–1924), proprietario terriero e membro della Camera dei signori prussiana
- Günther Graf von der Schulenburg (1859–1935), tenente generale sassone
- Rudolf von der Schulenburg (1860–1930), giurista, presidente reale prussiano e politico
- Anton von der Schulenburg (1862–1940), tenente generale prussiano
- Friedrich Graf von der Schulenburg (1865–1939), generale di cavalleria e politico (NSDAP), deputato del Reichstag
- Günther von der Schulenburg (1865–1939), proprietario terriero tedesco e attivista omosessuale
- Friedrich Werner Graf von der Schulenburg (1875–1944), ambasciatore in pensione, giustiziato come appartenente alla resistenza tedesca
- Albrecht von der Schulenburg (1881–1965), Landrat prussiano
- Werner von der Schulenburg (1881–1958), addetto militare, drammaturgo e poeta
- Winfried von der Schulenburg (1882–1945), tenente generale tedesco, generale z. b. V.[traduzione?] per i prigionieri di guerra nell'OKW
- Sigrid von der Schulenburg (1885–1943), filosofa, editrice, scrittrice
- Gisela Gräfin von Wintzingerode, nata contessa von der Schulenburg (1886-1972), membro impegnato della Chiesa confessante, fornì un luogo di incontro per l'opposizione ecclesiastica nell'era nazista al castello di Bodenstein
- Otto von der Schulenburg (1888–1972), avvocato e politico, Landrat del circondario di Northeim 1932-1945.
- Günther Graf von der Schulenburg-Wolfsburg (1891–1985), proprietario di castelli e tenute, costruttore del castello di Neumühle, cittadino onorario di Wolfsburg
- Wedige von der Schulenburg (1896–1977), aiutante di campo del presidente del Reich Tedesco Paul von Hindenburg
- Ilse Gräfin von der Schulenburg (1898–1988), badessa dell'abbazia di Wallenstein a Fulda
- Wolf-Werner von der Schulenburg (1899–1944), ufficiale tedesco e politico nazionalsocialista
- Leopold Graf von der Schulenburg (1900–1986), cancelliere dell'Ordine e Commendatore dell'Ordine di San Giovanni[13]
- Fritz-Dietlof Graf von der Schulenburg-Tressow (1902–1944, giustiziato come membro della resistenza tedesca)
- Tisa von der Schulenburg (1903–2001), artista visiva e suora (suor Paula)
- Werner Graf von der Schulenburg (*1929), Protokollchef im AA, ambasciatore in Grecia, Svizzera e Liechtenstein
- Wilhelm Graf von der Schulenburg (*1932), presidente onorario dell'Associazione federale dei selezionatori di piante tedeschi e presidente di lunga data della COMASSO (Associazione europea dei selezionatori di piante)
- Günzel Graf von der Schulenburg-Wolfsburg (1934–2018), agricoltore e silvicoltore, imprenditore e funzionario sportivo ed equestre
- Rudolf Graf von der Schulenburg-Wolfsburg (*1937), manager della BMW e presidente dell'Automobilclub von Deutschland
- Barbara von der Schulenburg (1944–2012), avvocato e notaio, ex commissario del governo federale per il ricongiungimento familiare nei confronti della RDT
- Wedige von der Schulenburg (1945–2021), politico, membro del parlamento di Brema
- Michael von der Schulenburg (*1948), diplomatico dell'ONU
- Johann-Matthias Graf von der Schulenburg (*1950), economista
- Hermann Graf von der Schulenburg (*1961), rappresentante della Deutsche Bahn AG a Berlino
- Richard von der Schulenburg (*1974), musicista

## Linea di Angern
La linea Angern, insieme alla linea Beetzendorf, è la più antica linea esistente della stirpe di Schulenburg, risalente a circa 500 anni fa. Il castello con fossato di Angern (oggi nel circondario di Börde), che fu costruito nel 1341, entrò in possesso della dinastia nel 1448. I fratelli Busso, Bernhard e Matthias von der Schulenburg lo ricevettero come feudo di Magdeburgo per 400 Gulden. Durante la guerra dei trent'anni, il castello e gli edifici della tenuta bruciarono completamente nel 1631. Nel 1736, un castello con tre ali fu costruito sulle vecchie volte delle cantine. Il complesso continuò ad essere circondato da un ampio fossato, che gli dà ancora oggi il carattere di un castello con fossato. Nel 1849, il castello fu modernizzato secondo lo stile del classicismo. Dopo la seconda guerra mondiale, il castello fu espropriato senza indennizzo da Sigurd Graf von der Schulenburg. Le forze di occupazione sovietiche lo espulsero nel 1946 dopo che la sua famiglia aveva vissuto lì per tredici generazioni.
Durante l'era della DDR, il castello ospitò una scuola professionale. Ma è stato solo dopo la caduta del comunismo nel 1989 che il tessuto edilizio fu permanentemente danneggiato dall'abbandono e dalle infiltrazioni d'acqua. Nel 1997, Alexander Graf von der Schulenburg acquistò il complesso, che era minacciato di decadenza. Dopo la ristrutturazione, lui e la sua famiglia si sono trasferiti da Amburgo ad Angern nel 2000. Il proprietario del castello affitta sale e saloni rappresentativi barocchi e rococò per eventi. Mantiene anche la tradizione familiare agricola della casa di Angern e gestisce 800 ettari di foresta e 150 ettari di terra arabile su terreni bonificati.

## Linea di Wolfsburg

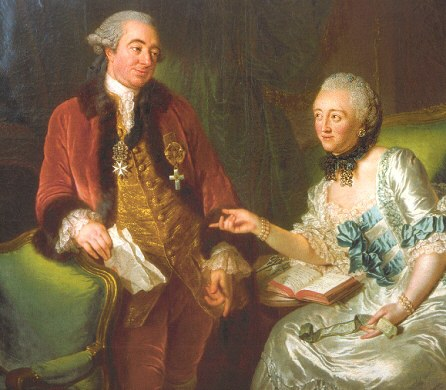
Gebhard Werner Graf von der Schulenburg della linea di Beetzendorf (1722–1788), primo discendente della stirpe dei Wolfsburg con sua moglie Sophie Charlotte; nel 1750-1786 maresciallo di corte di Federico il Grande

Nel 1746/47 i Schulenburg ereditarono i beni delle famiglie di Bartensleben e Wolfsburg. La moglie di Adolph Friedrich von der Schulenburg-Beetzendorf (1685–1741), Anna Adelheit Catharina von Bartensleben (1699–1756), portò con sé il castello fortificato nella famiglia, sebbene suo marito fosse già morto prima dell'eredità nel 1741. Era l'unica erede della stirpe quando suo padre, Gebhard Werner von Bartensleben, morì nel 1742 e la stirpe in linea maschile si estinse. Il ramo di Wolfsburg della stirpe dei Schulenburg si sviluppò dai figli di Adolph Friedrich e Anna Adelheid Catharina. Il successore più importante fu Gebhard Werner Graf von der Schulenburg, nato a Wolfsburg nel 1722.
Dopo aver ottenuto Wolfsburg a metà del XVIII secolo, i von der Schulenburg usarono la chiesa di Santa Maria in quella che oggi è Alt-Wolfsburg come luogo di sepoltura della loro famiglia. Undici dei loro parenti del periodo tra il 1759 e il 1805 riposano nella cripta insieme a nove rappresentanti dei precedenti signori del castello di Bartensleben. Il ramo di Wolfsburg della famiglia aveva molti patrocini di chiese fin dal XVIII secolo, il che comportava il mantenimento dei luoghi di culto corrispondenti e la cura del clero. Quando Günther Graf von der Schulenburg morì nel 1985 come ultimo signore del castello di Wolfsburg, aveva il patronato di 26 chiese nei dintorni.

### I nuovi Wolfsburg nel XX secolo

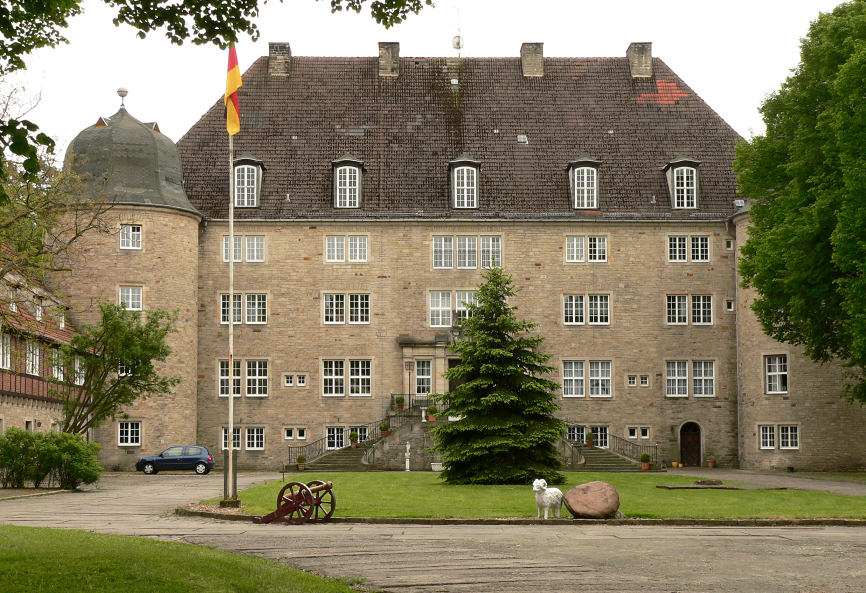
Castello di Neumühle

Negli anni '30, l'area intorno al castello di Wolfsburg fu dichiarata un centro del Großdeutschen Reiches. La fabbrica della Volkswagen e la città delle automobili KdF dovevano essere costruite qui. Alla fine del 1937 era certo che la famiglia von der Schulenburg avrebbe dovuto lasciare la sua proprietà ancestrale, il castello di Wolfsburg. La loro terra di circa 2.000 ettari di terreno agricolo era necessaria per la costruzione della città e della fabbrica e fu espropriata. Il capo della casata, Günther Graf von der Schulenburg, decise di costruire un nuovo castello nella vecchia tenuta forestale di Neumühle vicino a Tangeln (allora nel circondario di Salzwedel). In un periodo di costruzione di quattro anni a partire dal 1938, il castello di Neumühle fu costruito come uno degli ultimi grandi castelli del XX secolo in Germania, progettato e costruito dal noto architetto Paul Bonatz. Il nuovo castello fu costruito in uno stile moderno di cemento armato con quattro torri angolari rotonde ed era solo leggermente più piccolo di quello di Wolfsburg. Nel novembre 1942, la famiglia si trasferì nella "nuova" Wolfsburg nella foresta di Neumühle a circa 35 km a nord-est della "vecchia". Circa 1000 vagoni della Deutsche Reichsbahn furono necessari per trasportare l'inventario del castello di Wolfsburg. La città della KdF acquistò la vecchia Wolfsburg nel 1943 per 560.000 Reichsmark (oggi: 2.226.579 EUR).

### Ritorno a Wolfsburg-Nordsteimke

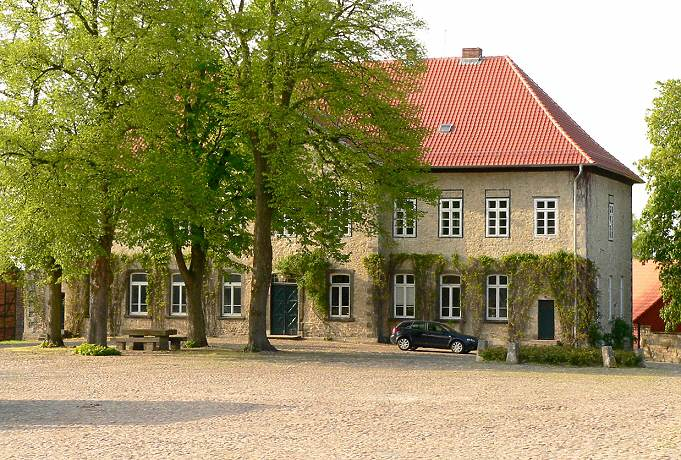
Palazzo del maniero degli Schulenburg a Nordsteimke

Poco prima del ritiro delle truppe britanniche e dell'ingresso dell'Armata Rossa il 1 luglio 1945, la stirpe degli Schulenburg fuggì dal suo castello a Neumühle, lasciando quasi tutti i loro averi, di nuovo a Wolfsburg nella zona di occupazione britannica. I soldati dell'occupazione sovietica saccheggiarono l'inventario del castello di Neumühle, gettarono gli archivi nel cortile e gli diedero fuoco. L'amministratore del castello, il signor Gaal, fu portato al campo di internamento di Buchenwald dai sovietici, dove morì. Dopo la guerra e la perdita dei possedimenti nell'est, la famiglia prese sede nel maniero di Nordsteimke vicino a Wolfsburg, che un tempo si trovava nel ducato di Braunschweig e apparteneva alla famiglia dal 1846. Il castello di Brome nel circondario di Gifhorn è stato venduto nel 2001. La tenuta di Bisdorf, che appartiene al cavalierato di Lüneburg, fa ancora parte della proprietà.
La prima pietra per il nuovo inizio fu la proprietà agricola e forestale della famiglia nella zona di Wolfsburg. Da allora, i membri della stirpe lavorano come agricoltori e silvicoltori e sono imprenditori di medie dimensioni. Oggi, le tenute Schulenburg sono amministrate dal maniero di Wolfsburg-Nordsteimke, dove una strada porta il nome della famiglia. Il capo della stirpe (2005-2018) era Günzel Graf von der Schulenburg-Wolfsburg, nato nel 1934 al castello di Wolfsburg. Suo figlio, Günther Graf von der Schulenburg, nato nel 1965, ha assunto la responsabilità delle attività agricole e forestali nel 1998. L'amministrazione forestale gestisce un totale di 5.300 ettari di area forestale nella regione di Wolfsburg, nell'Altmark, nel Colbitz-Letzlinger Heide ed a Fläming (Brandeburgo). Da Nordsteimke, l'impresa agricola produce colture arabili come cereali, colza e barbabietola da zucchero su circa 600 ettari nella zona della città e nel vicino circondario di Helmstedt.

### Luogo di sepoltura

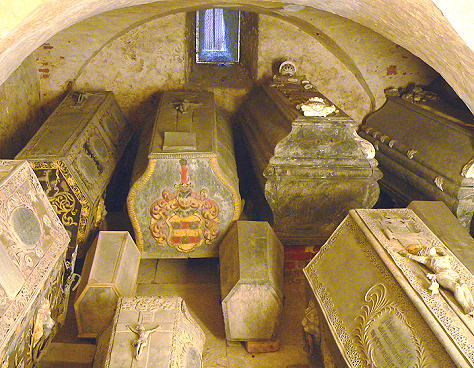
Cripta di famiglia nella St.-Marien-Kirche

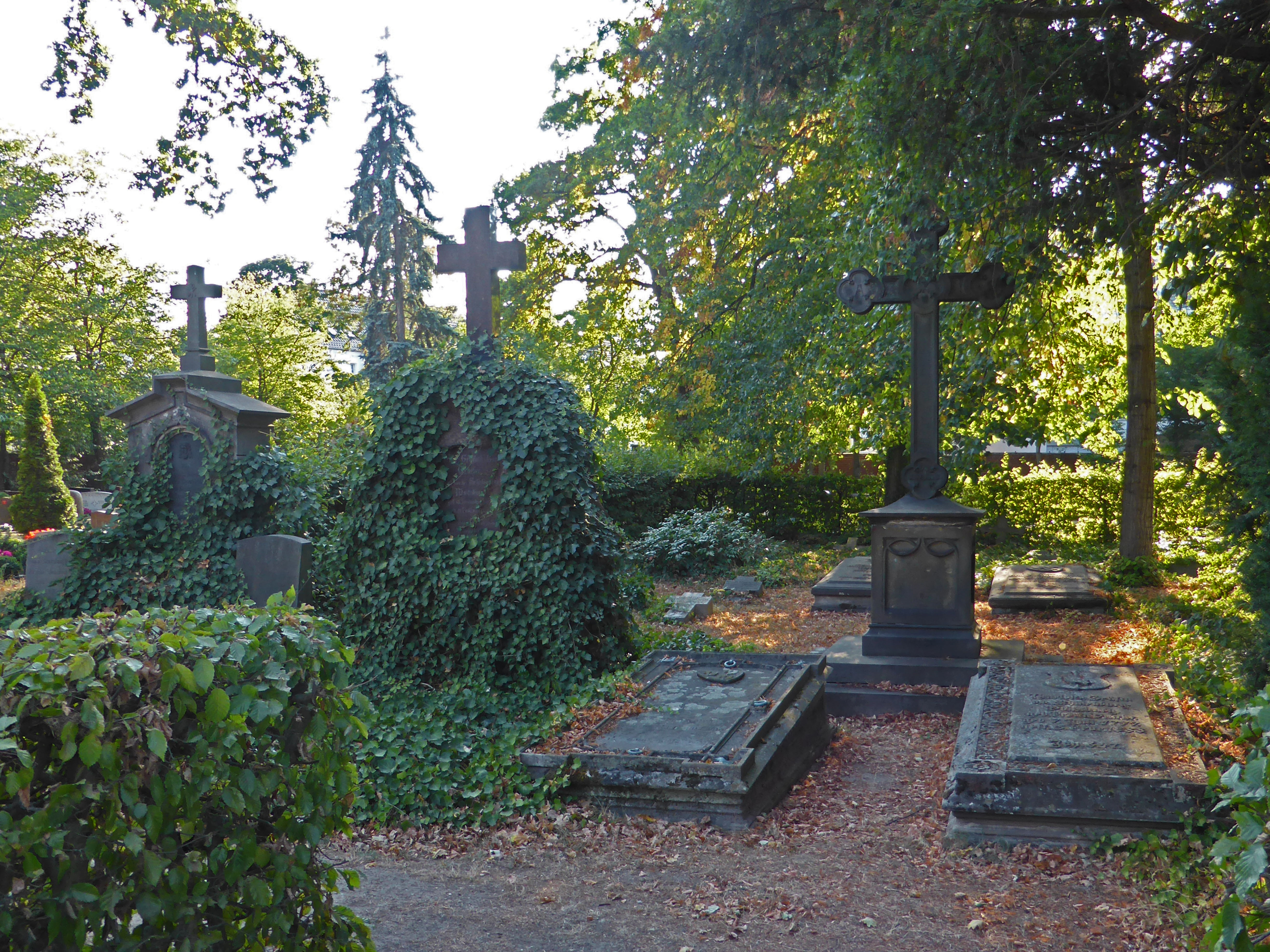
Luogo di sepoltura familiare nel cimitero di Rothenfeld

La linea di Wolfsburg scelse come luogo di sepoltura la St.-Marien-Kirche ad Alt-Wolfsburg, luogo direttamente adiacente a Wolfsburg. Era la chiesa patrona dei Schulenburg e serviva come chiesa dinastica per i residenti del castello dal XVI secolo circa. La cripta sotto il campanile contiene 27 bare magnificamente decorate in alabastro e marmo nero, comprese le bare dei bambini. Undici defunti portano il nome von der Schulenburg. Le bare rimanenti contengono più membri della famiglia estesa e otto membri della stirpe dei Bartensleben, che furono signori del castello di Wolfsburg prima degli Schulenburg. Le persone sepolte qui morirono tra il 1670 e il 1832. Dopo l'ultima sepoltura, la cripta fu chiusa e riaperta solo durante una ristrutturazione nel 1984. Più tardi, i membri della famiglia deceduti furono sepolti nel cimitero di Rothenfelde e nel cimitero di famiglia di Nordsteimke.